# Histoire du sel

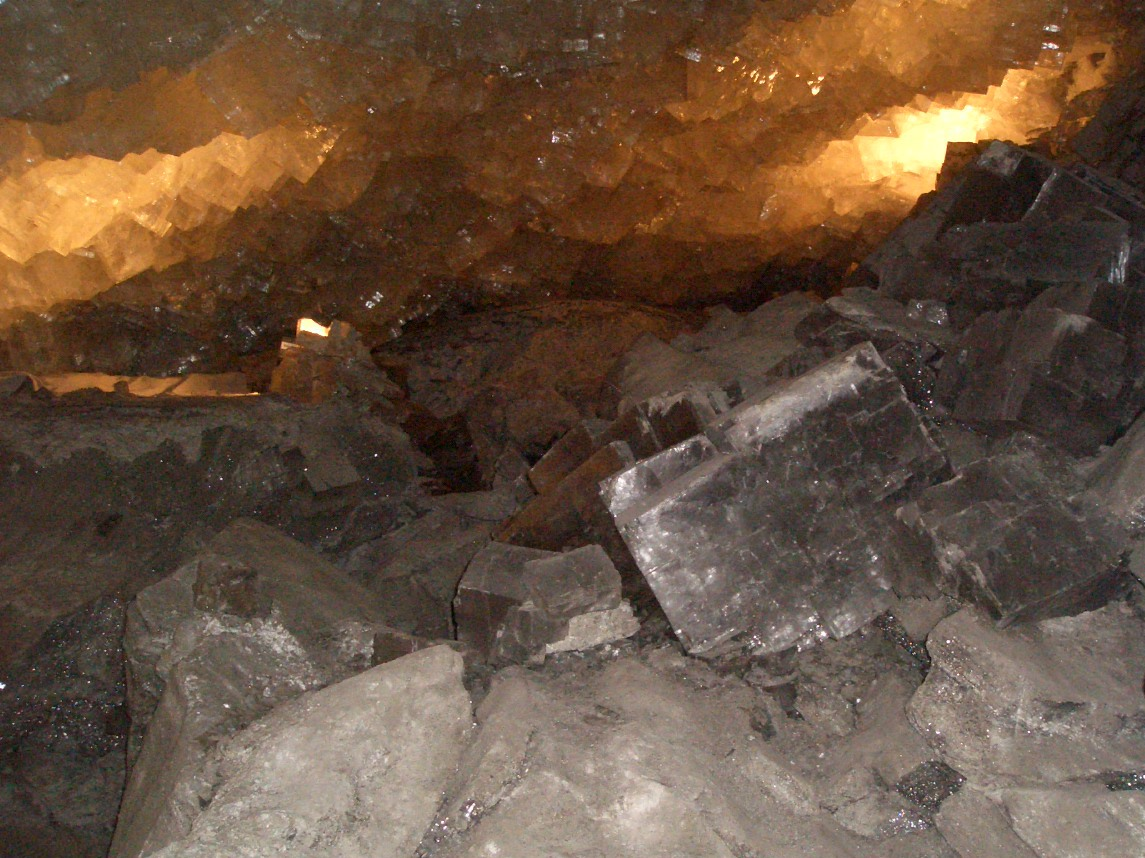
Cristaux de halite dans la mine de Merkers-Kieselbach, Allemagne.

L'histoire du sel commence au moment où l'être humain tente de s'impliquer dans la production effective de son alimentation et sa conservation en toutes saisons.
Le sel, c'est-à-dire le sel ordinaire ou chlorure de sodium, est un cristal ionique comportant des ions sodium Na+ et des ions chlorure Cl−. Il est très important pour l'espèce humaine comme pour toutes les espèces vivantes. Chez l'homme, la carence en sel peut mener jusqu'au coma et à la mort. En évoluant, chaque espèce s'est adaptée au taux de salinité de son milieu (c'est le cas des plantes ou des poissons, par exemple) ou à un niveau de disponibilité du sel (cas des animaux terrestres).
Le sel permet de corriger un menu comportant essentiellement des végétaux. Comme aliment et agent de conservation, il a facilité l'adoption de l'agriculture et de l'élevage et son utilisation s'est étendue à d'autres techniques typiques d'un mode de vie sédentaire (élaboration du cuir, lustrage des poteries). C'est donc l'un des piliers des révolutions néolithiques et, partant, des civilisations.
Cependant le sel était souvent difficile à obtenir et cher. Il a donc été l'objet d'un commerce important et parfois de taxations, ce qui entraînait une contrebande considérable. Il a aussi été utilisé comme monnaie et instrument de rites religieux, aspects qui ne sont pas évoqués dans l'article (voir : Sel alimentaire#Religion).
Aujourd'hui, le sel est bon marché et presque partout disponible. Depuis le XIXe siècle il est devenu une matière première incontournable pour les industries chimiques.

## Étymologie
Dans presque toutes les langues indo-européennes sel dérive du même étymon indo-européen supposé : sal(d), ce qui peut être pris pour un signe de l'ancienneté de l'importance donnée au sel. En français, on cite en général l'origine latine sal (masculin). Cependant une origine celtique serait aussi probable : salo ou sala en gaulois. Les Celtes sont en effet les premiers peuples à avoir porté l'exploitation du sel à un niveau industriel (Culture de Hallstatt) en Europe. Comme le gaulois sala, sel est féminin dans les langues régionales au sud de la Loire (Poitevin : la sau ou la sâ) et des Vosges ainsi que dans d'autres langues romanes.

## Gisements et extraction
Le sel provient de deux sources principales : l'eau de mer et les mines de sel. On peut en rajouter une troisième plus rare : les sources salées terrestres. De façon plus marginale, depuis le néolithique, on a aussi produit du sel en brûlant des plantes halophytes comme la salicorne et en lavant les cendres pour récupérer les cristaux.
L'extraction du sel, jusqu'à une époque récente était une occupation pénible et parfois dangereuse surtout dans les mines; « son extraction, longtemps synonyme de calvaire fut réservée aux esclaves, aux forçats, aux prisonniers de guerre. »

### Provenance marine

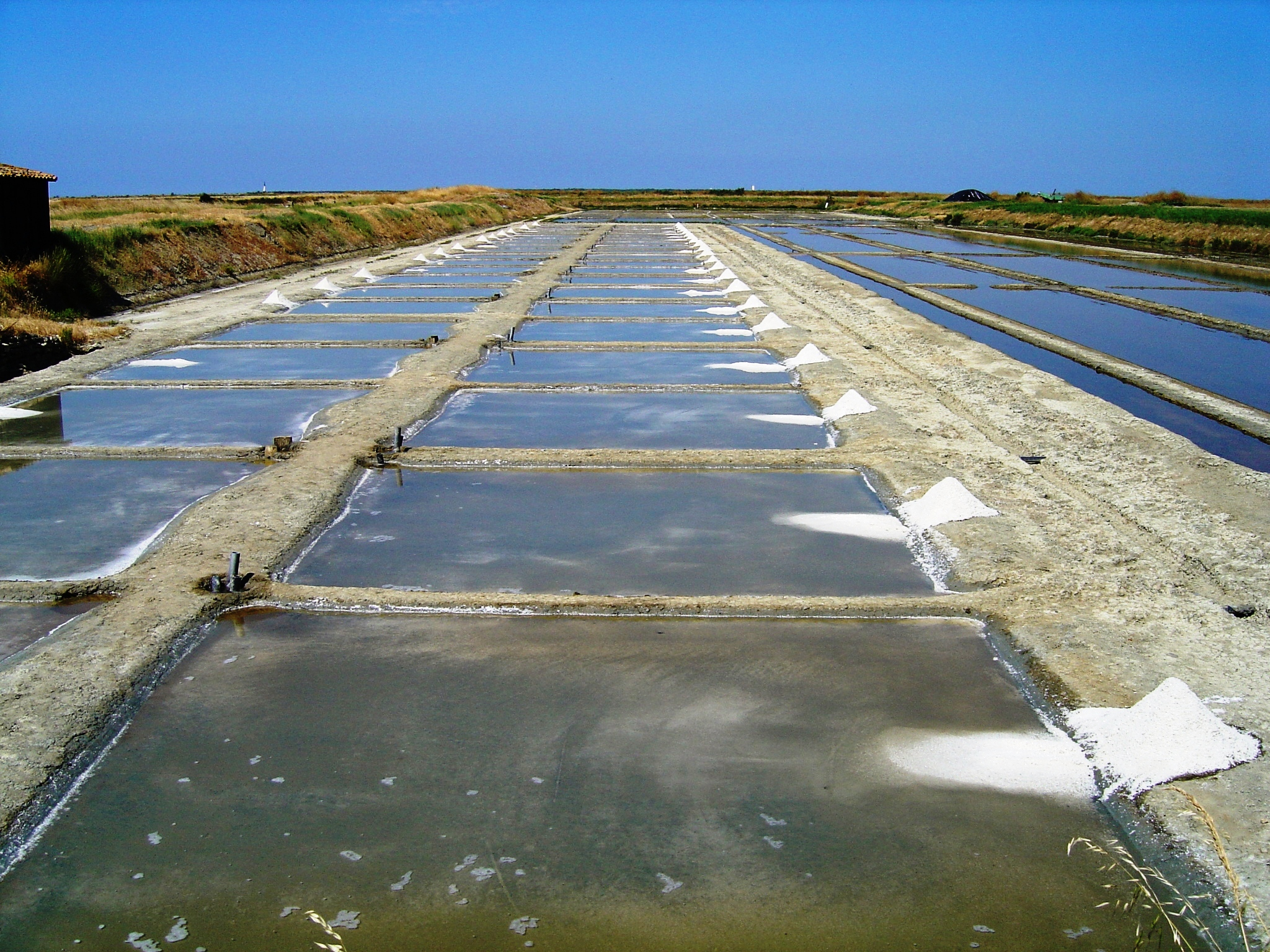
Marais salants en production, Ile de Ré, France

L'eau de mer contient en moyenne 30 g de sel par litre, ce qui amène à une réserve marine inépuisable de 4 × 1016 tonnes. Elle est traitée dans les marais salants appelés également salins et autrefois sauneries. On parle aujourd'hui de sel solaire. En Angleterre les noms en -wich apparaissent régulièrement le long des côtes, ils témoignent généralement aussi de l'existence passée de salines (ex. : Norwich).
Des marais salants avec des systèmes de bassins plus ou moins perfectionnés existent au moins depuis l'Antiquité mais leur ancienneté est difficile à prouver.
Lorsque l'eau s'évapore, la salinité, c'est-à-dire la concentration de l'eau de mer en sel, augmente. Lorsque le point de saturation est atteint, des cristaux de halite (le minéral chlorure de sodium) se forment et se déposent. On peut alors les récupérer. Ensuite, on change l'eau des bassins en utilisant les différences de niveau dues aux marées.
Les mers quasi fermées ont une salinité très variable suivant les apports des fleuves qui y débouchent et l'intensité de l'évaporation : la salinité de la mer Baltique est de 6 g/l et celle de la mer Rouge de 40 g/l. Celle des mers fermées est encore plus élevée : 300 g/l pour la mer Morte.

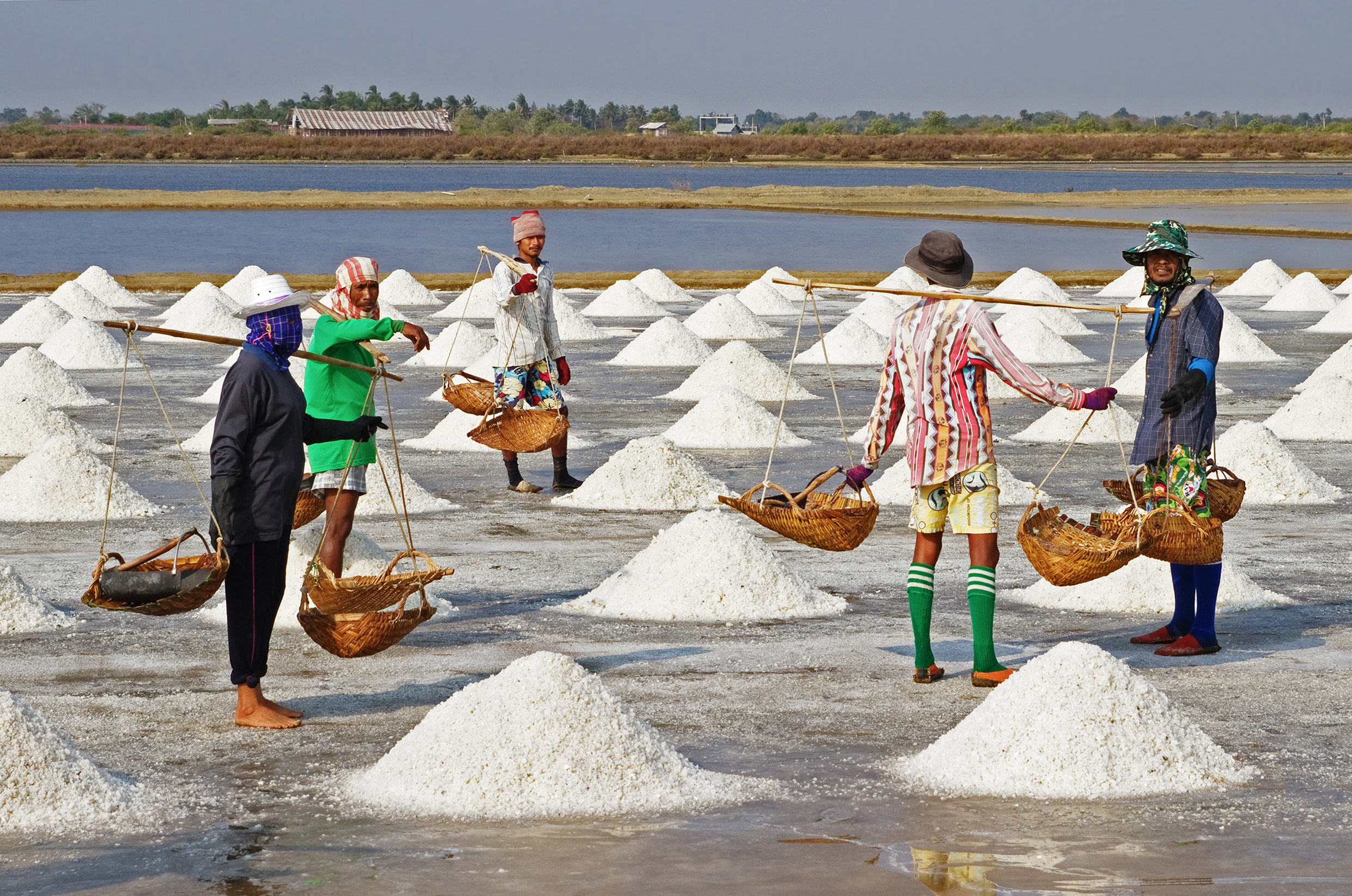
Sauniers récoltant le sel, Pak Thale, province de Phetchaburi, Thaïlande.

Il peut en être de même pour des lagunes ou des lacs côtiers peu reliés à la mer et situés dans des zones chaudes. Ces endroits sont intéressants pour la création de salines mais on n'y bénéficie pas de l'aide des marées pour le renouvellement de l'eau.
Le lac Rose, au Sénégal, est un lac côtier épisodiquement en contact avec la mer. Sa salinité est très élevée et atteint le point de saturation (380 g/l). Le sel peut donc être récolté au fond de l'eau peu profonde.
Ce phénomène de sursalinité existe aussi dans certains estuaires de fleuves à faible débit en zone tropicale. Ainsi l'estuaire commun des fleuves Sine et Saloum au Sénégal présente une salinité de 180 g/l en amont de l'estuaire, contre 35 g/l au niveau de l'Atlantique. On parle alors d'estuaire inverse. On trouve des exploitations industrielles de sel dans l'estuaire du Sine Saloum.
Les différentes techniques de dessalement de l'eau de mer (distillation fractionnée, osmose inverse, congélation fractionnée dans les pays froids) produisent nécessairement des saumures. Considérées comme accessoires, elles sont généralement rejetées en mer.

### Provenance continentale

#### Formations actuelles
Un salar est un lac salé régulièrement asséché (ex. : Salar d'Uyuni). Il peut être utilisé comme un marais salant naturel. En Afrique du Nord, on utilise les termes de sebkha ou de chott, en Afrique du Sud anglophone celui de salt pan. Des salars se trouvent aussi dans les zones arides froides. La mer d'Aral peut être considérée comme le plus grand salar actuel.

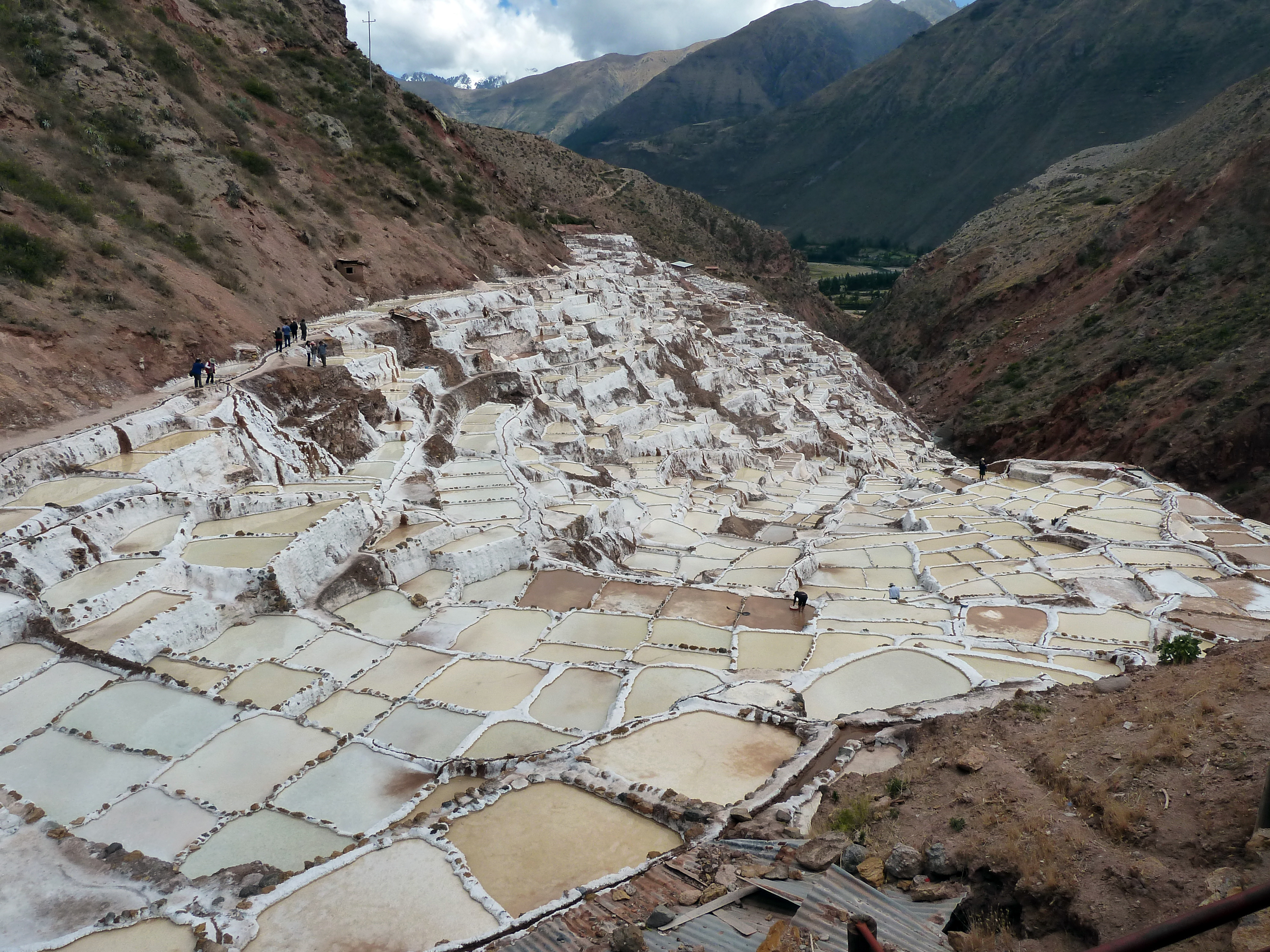
Salines de Maras (Pérou). L'eau salée provient d'une source utilisée depuis l'époque de la civilisation inca.

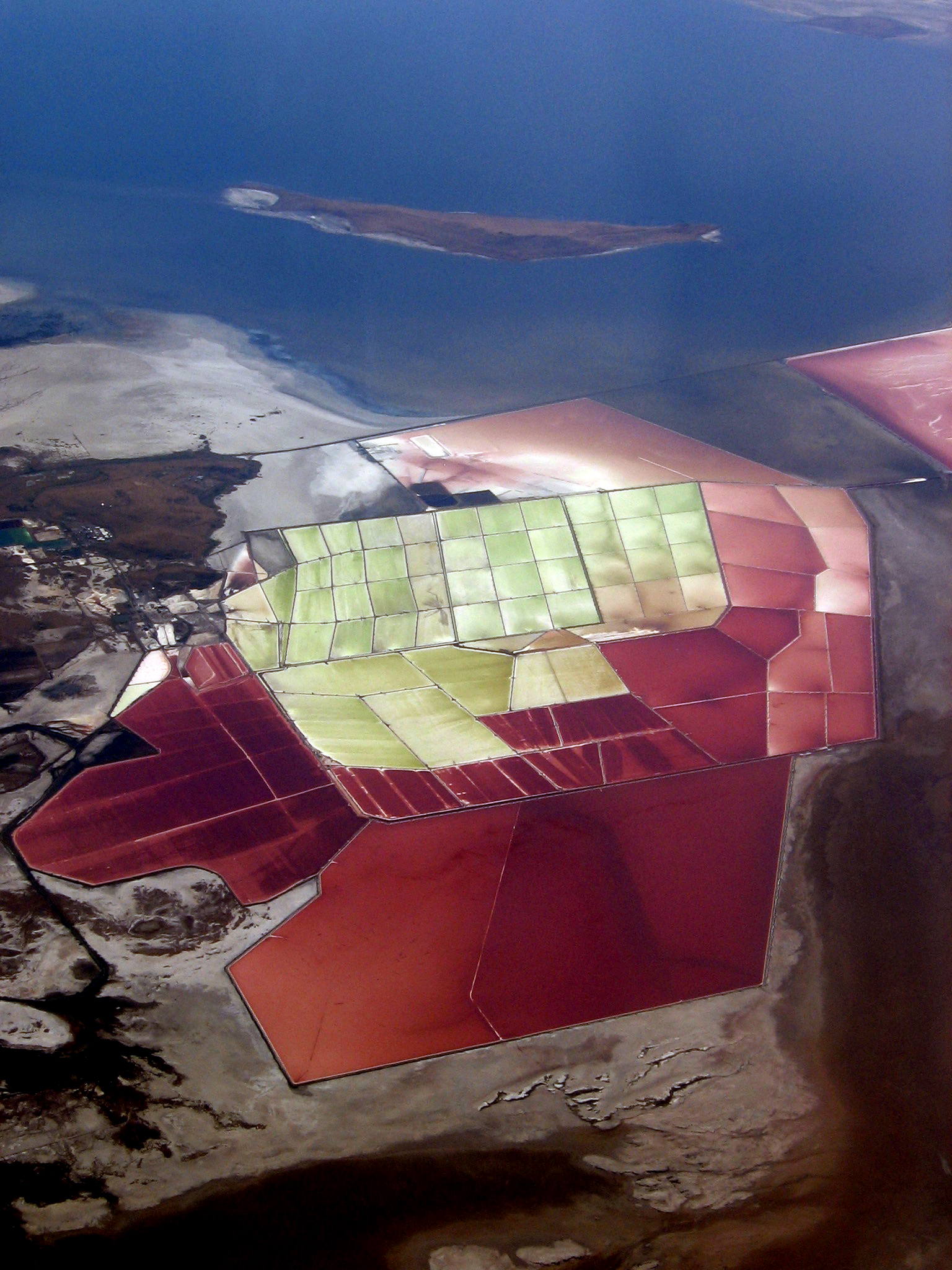
Exploitations industrielles de sel en bordure du Grand Lac Salé, le plus grand lac salé d'Amérique (Utah, États-Unis).

Dans ces lacs, le chlorure de sodium n'est pas nécessairement le sel principal. Tous ne sont donc pas exploitables pour le sel alimentaire. C'est le cas du sel fourni par le Grand Lac Salé (Utah, États-Unis) dont les productions importantes sont très diverses : blocs de sel pour le bétail, chlorure de magnésium utilisé pour la production de chlore et de magnésium métal, élevage d'Artemia salina (les conditions d'élevage de cette petite crevette destinée à l'alimentation des poissons sont optimales pour une salinité de 100 g/l), chlorure de potassium pour engrais.
Certains sont des réserves naturelles, par exemple la Laguna Colorada en Bolivie, ou sont protégées par la Convention de Ramsar, comme le Chott el-Jérid en Tunisie.

#### Formations géologiques

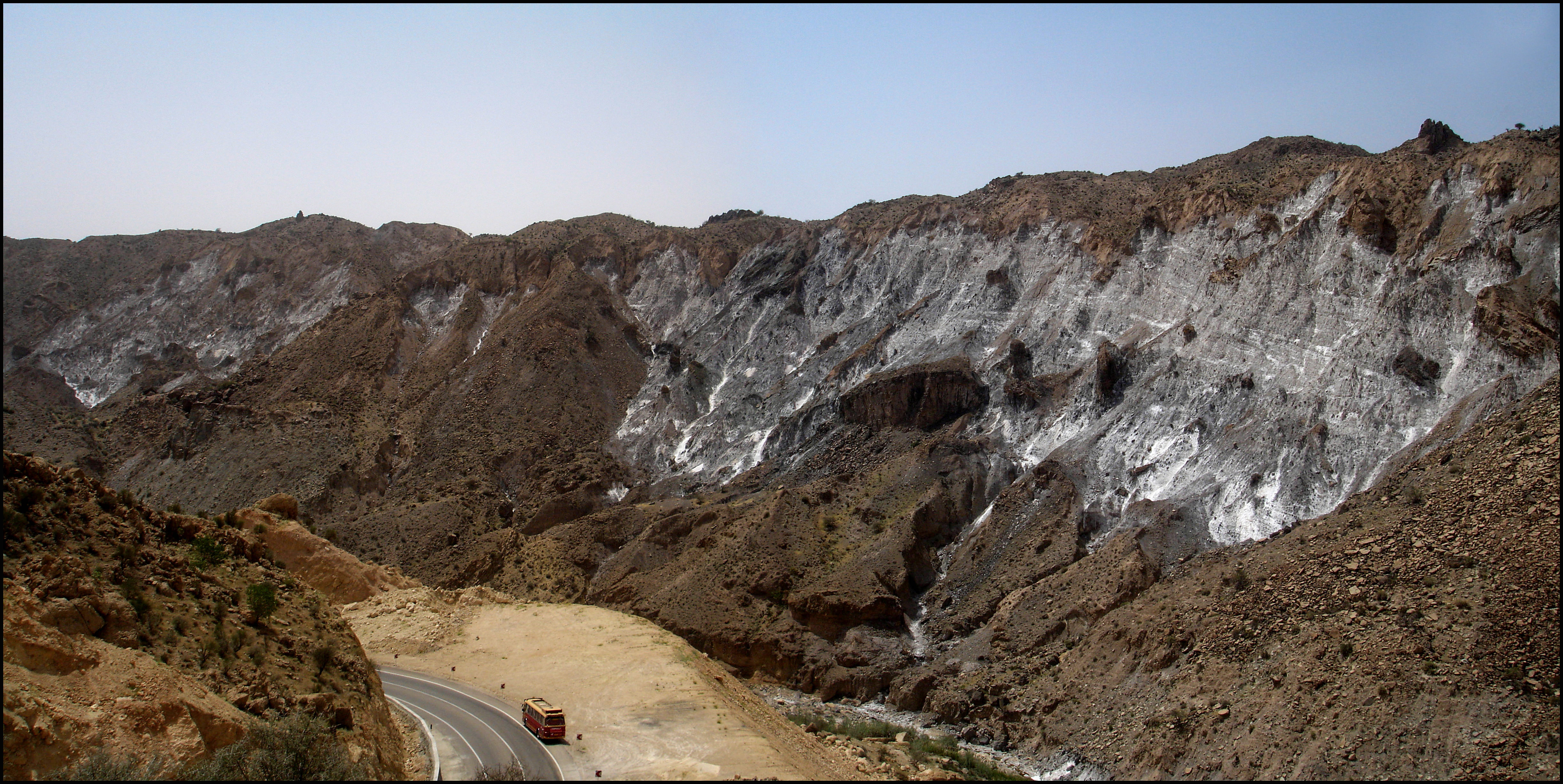
Dômes de sel affleurants, Hadi Karimi, Fars, Iran.

Pendant certaines périodes géologiques, des salines naturelles ont pu se former de cette façon parfois à l'échelle de mers entières. Ainsi à la fin du Miocène, la fermeture du Détroit de Gibraltar a entraîné la crise de salinité messinienne en Méditerranée mais les dépôts de halite ont été à nouveau mis en solution lors de la remise en eau (transgression zancléenne) au début du Pliocène. Mais lorsque des salines naturelles sont, par la suite, recouvertes de couches sédimentaires imperméables, (sinon, le sel peut être lessivé) et que le continent est soulevé ou que le niveau des mers baisse, on obtient alors des couches souterraines exploitables par mines aujourd'hui. C'est le sel de terre, sel minier ou sel gemme.
On appelle aussi halite ou sel gemme la roche qui contient le chlorure de sodium ainsi que d'autres éléments en quantités moindres. C'est donc une roche sédimentaire, plus précisément une évaporite.
La mine de sel de Khewra au Pakistan exploite principalement des dépôts de l'Édiacarien depuis l'époque moghole. Sa production de sel rose réputé dépasse 350 000 tonnes par an.

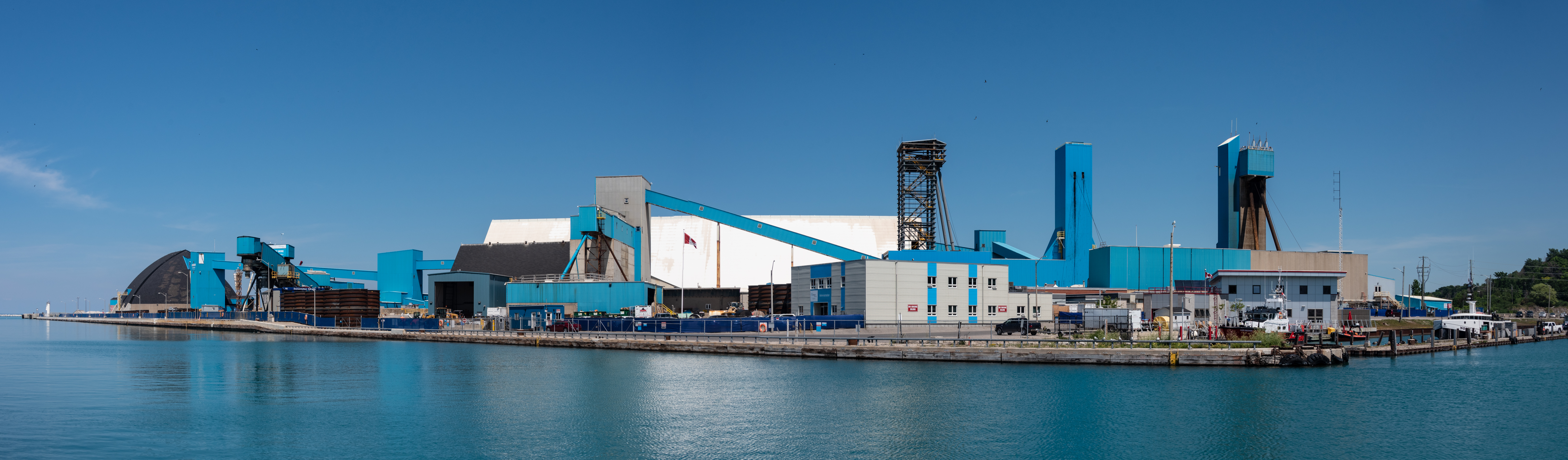
Mine et usine de traitement par évaporation du sel au bord du Lac Huron à Goderich, Canada, exploitées par Sifto Salt Corp.

La plus grande mine du monde est située à Goderich (Ontario) au Canada et produisait un million de tonnes de sel par an en 2011. Des dépôts du Silurien à plus de 300 m de profondeur y sont exploités.

Répartition des terres émergées à la limite Carbonifère-Permien (-299 millions d'années).

De grands bassins sédimentaires se sont formés au Permien dans des mers peu profondes, probablement quasi-fermées et alors en position équatoriale et ont été exondés par la suite (cartes).

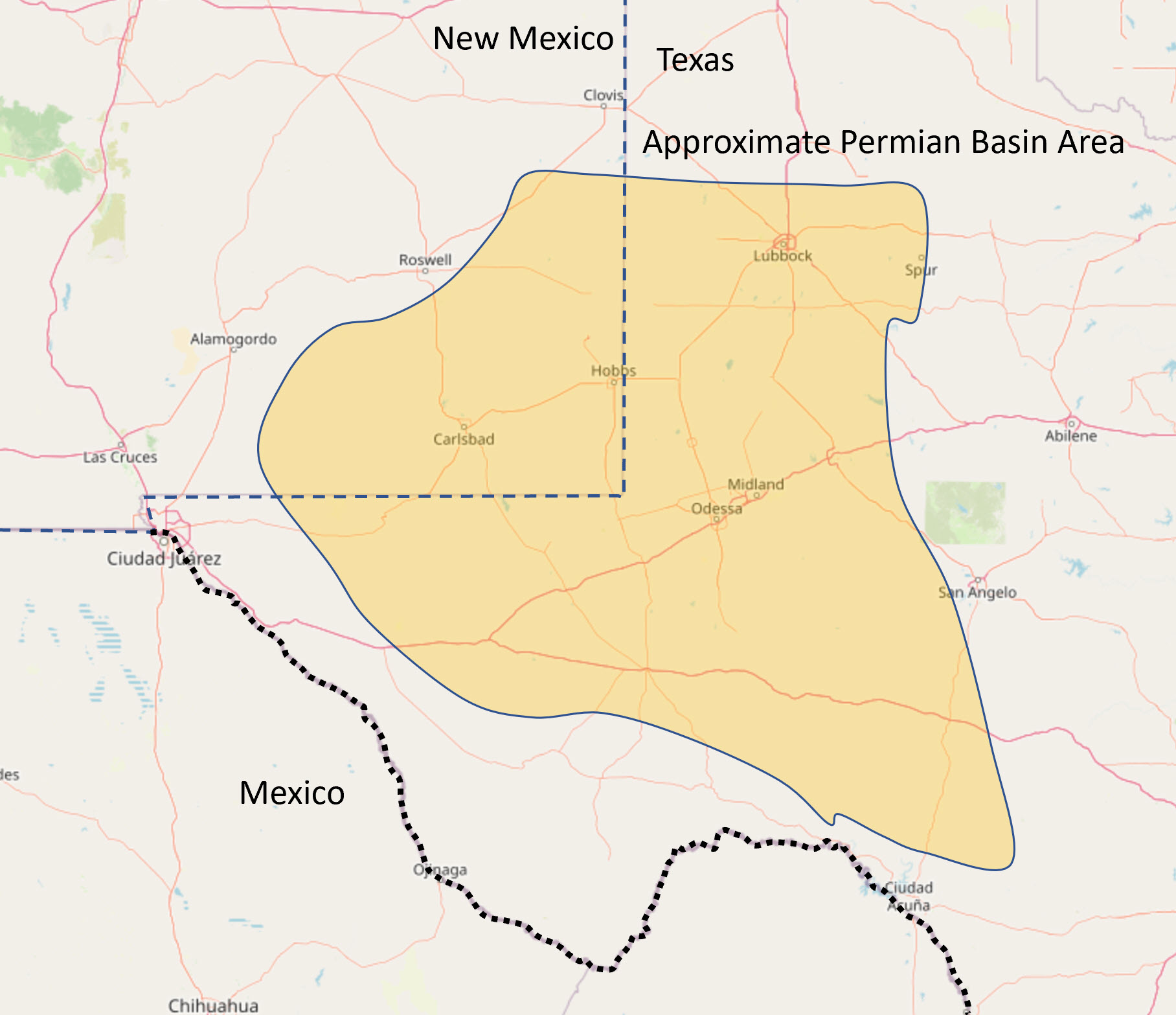
Délimitation du Bassin Permien du Sud des États-Unis.

Le Permian du Texas (bassin permien) en est une illustration aujourd'hui très célèbre bien qu'il doive d'abord cette célébrité aux nappes diffuses d'hydrocarbures qui fournissent les pétroles et gaz dits abusivement de schiste. Le Permian contient de grandes couches de sylvinite, mélange de halite et de sylvine (KCl, chlorure de potassium). Les mines de Grand Saline au Texas comptent parmi les plus grandes du monde.

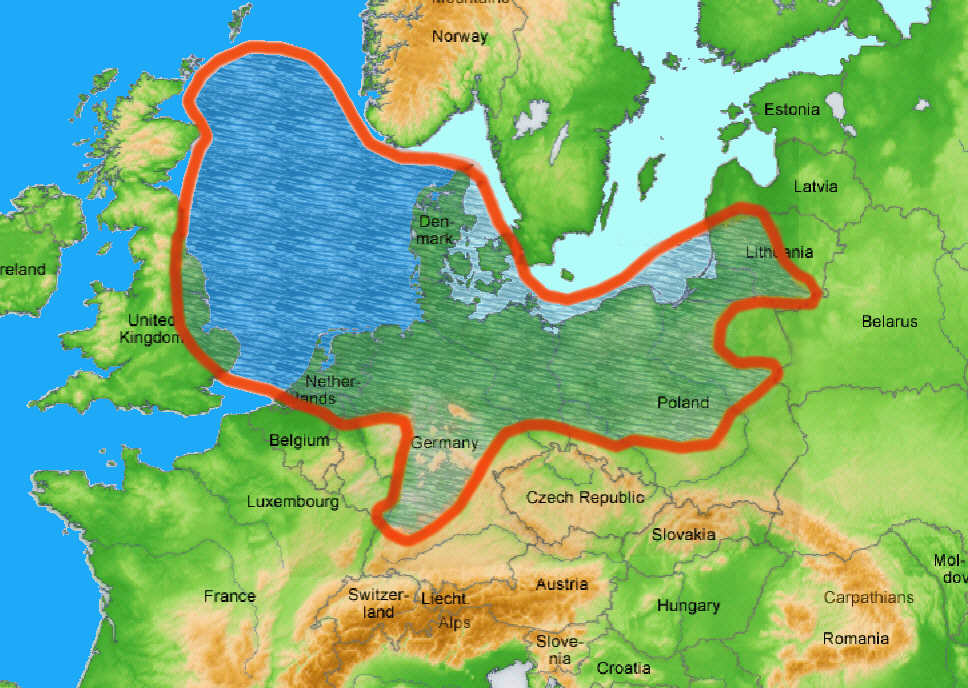
Mer du Zechstein (-255 millions d'années).

Le Bassin permien européen associe également au Permien supérieur (Zechstein) hydrocarbures, halite et sylvanite avec des dômes. Les mines de Stassfurt en Saxe-Anhalt en font partie, elles sont surtout connues pour leur énorme production de potasse à la Belle Époque mais comportent aussi des couches de halite (Salzgewinnung am Staßfurter Sattel (de)).

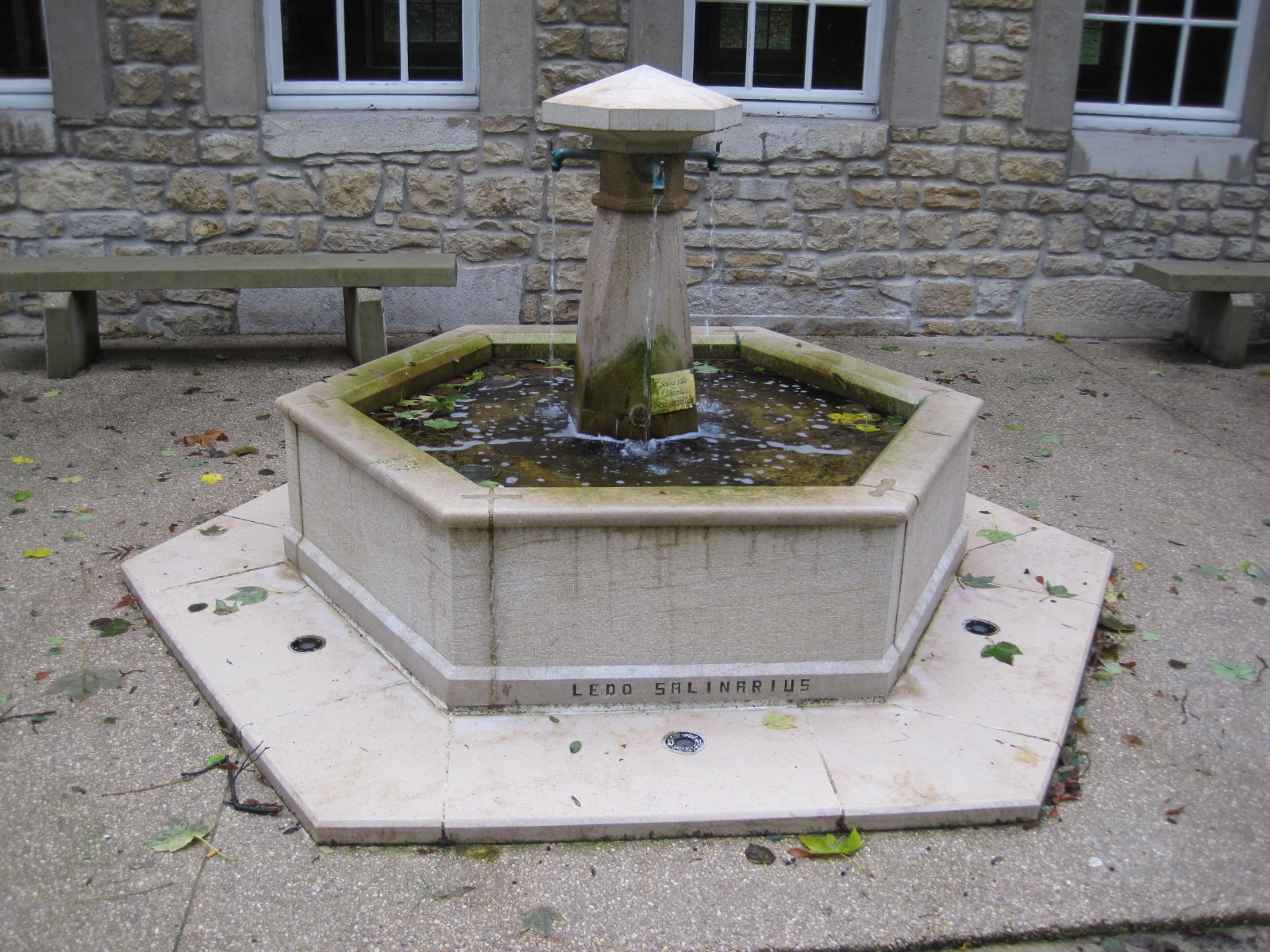
Source du Puit-Salé, Lons-le-Saunier, France.

Les couches de halite peuvent atteindre jusqu'à 350 m d'épaisseur et s'étendre sous de vastes régions. En Amérique du Nord, de très grandes couches souterraines s'étendent de l'Ouest de l'État de New York jusqu'à ceux du Michigan et de l'Ontario.
En France, on trouve de la halite dans le Saulnois (dépôts du Trias supérieur) en Lorraine, la dernière mine en activité est située à Varangéville.
On trouve des dépôts du Miocène en Pologne près de Wieliczka. En Alsace il s'agit de dépôts oligocène de sylvinite (bassin potassique). Elle est considérée comme impropre à la consommation (sel amer) mais a été largement utilisée pour la fabrication d'engrais potassiques et le salage des routes.
Comme la halite est une roche relativement plastique, elle peut traverser les couches supérieures et former un diapir (une sorte de gigantesque hernie) appelé, dans ce cas, dôme de sel où le sel est très pur et plus proche de la surface du sol. Ces dômes sont souvent associés aux gisements conventionnels d'hydrocarbures.
Dans des régions très sèches, comme le Zagros d'Iran, des dômes affleurants sont exploités en carrières depuis très longtemps. Certains dômes de sel continuent à s'écouler à la manière d'un glacier. Ils sont appelés glaciers de sel comme la Kuh-e-Namak (la montagne de sel) dans la Province de Bouchehr également réputée pour ses champs gaziers.
Certaines sources comme à Salies-de-Béarn, Salins-les-Bains, Lons-le-Saunier (France), Bex (Suisse) et Maras (Pérou) sont ou étaient naturellement salées.

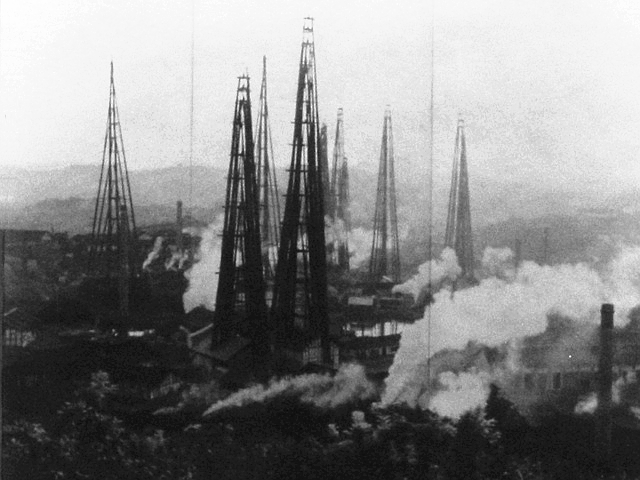
Derricks utilisés pour le pompage des saumures à Zigong, Sichuan. Système existant depuis l'époque Han.

Au lieu d'ouvrir une mine ou une carrière, on peut faire passer de l'eau dans la couche de sel et recueillir la saumure (on disait autrefois la muire) ou la puiser dans une nappe d'eau salée naturelle. C'était le cas à Salins-les-Bains en Franche-Comté et à Zigong en Chjne depuis l'Antiquité. Cette technique est très utilisée de nos jours.

### La concentration des saumures
La cristallisation du sel par évaporation de l'eau des saumures au soleil n'est possible que dans les régions suffisamment chaudes et ensoleillées. Dans les autres régions, on peut utiliser :

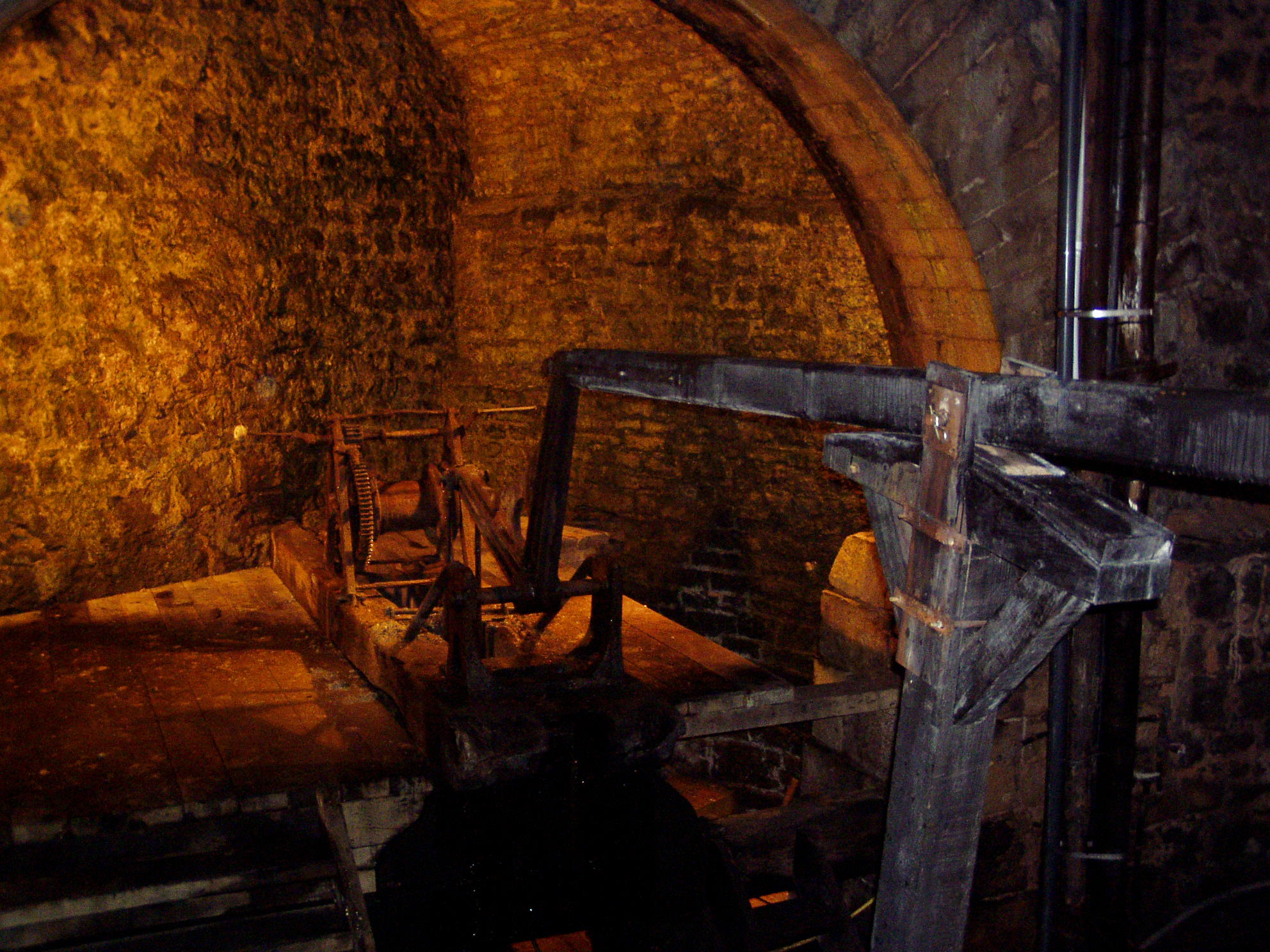
Pompe à muire des Salines de Salins-les-Bains (Jura, France). Elle était entraînée par une roue à aubes.

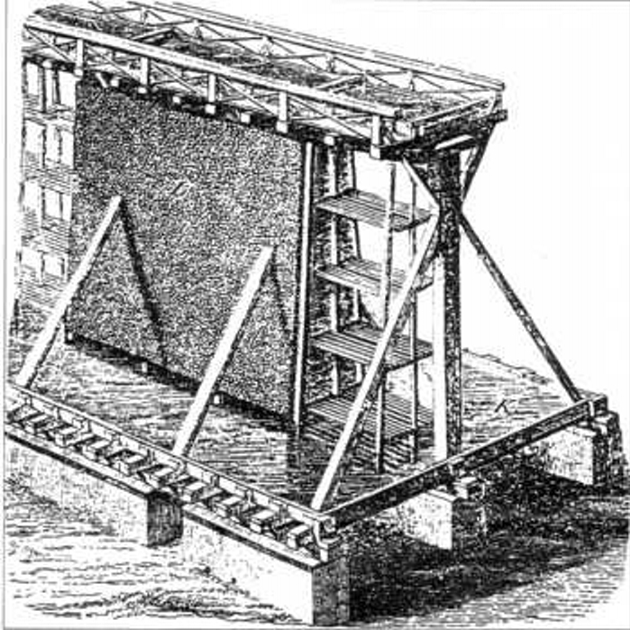
Détail de la construction d'une tour (en fait, ici, une portion de "mur") de graduation. Allemagne, XVIIIe siècle.

Des systèmes de circulation de la saumure dans des bassins peu profonds comme dans les marais salants. Lorsqu'on ne bénéficiait pas de l'action des marées ou de pentes suffisantes pour remplir et vider les bassins, c'était un gros travail qui nécessitait une main d'œuvre importante. À partir du Moyen Âge, on a pu utiliser des moulins à vent ou des roues à aubes entraînant des norias ou des pompes pour déplacer la saumure.
- L'action du vent. En Allemagne et en Pologne, au XVIe siècle, on a mis au point des tours de graduation de la saumure. La saumure y ruisselait sur des fagots d'épines exposés au vent.

Toutefois, selon le climat, afin d'obtenir la cristallisation, ces techniques devaient être remplacées ou complétées par :
- le chauffage dans de petits récipients de briques, technique utilisée dès le néolithique[14]. Généralement ces récipients étaient ensuite brisés pour obtenir les pains de sel.
- la cuisson en four, poêle ou chaudière.

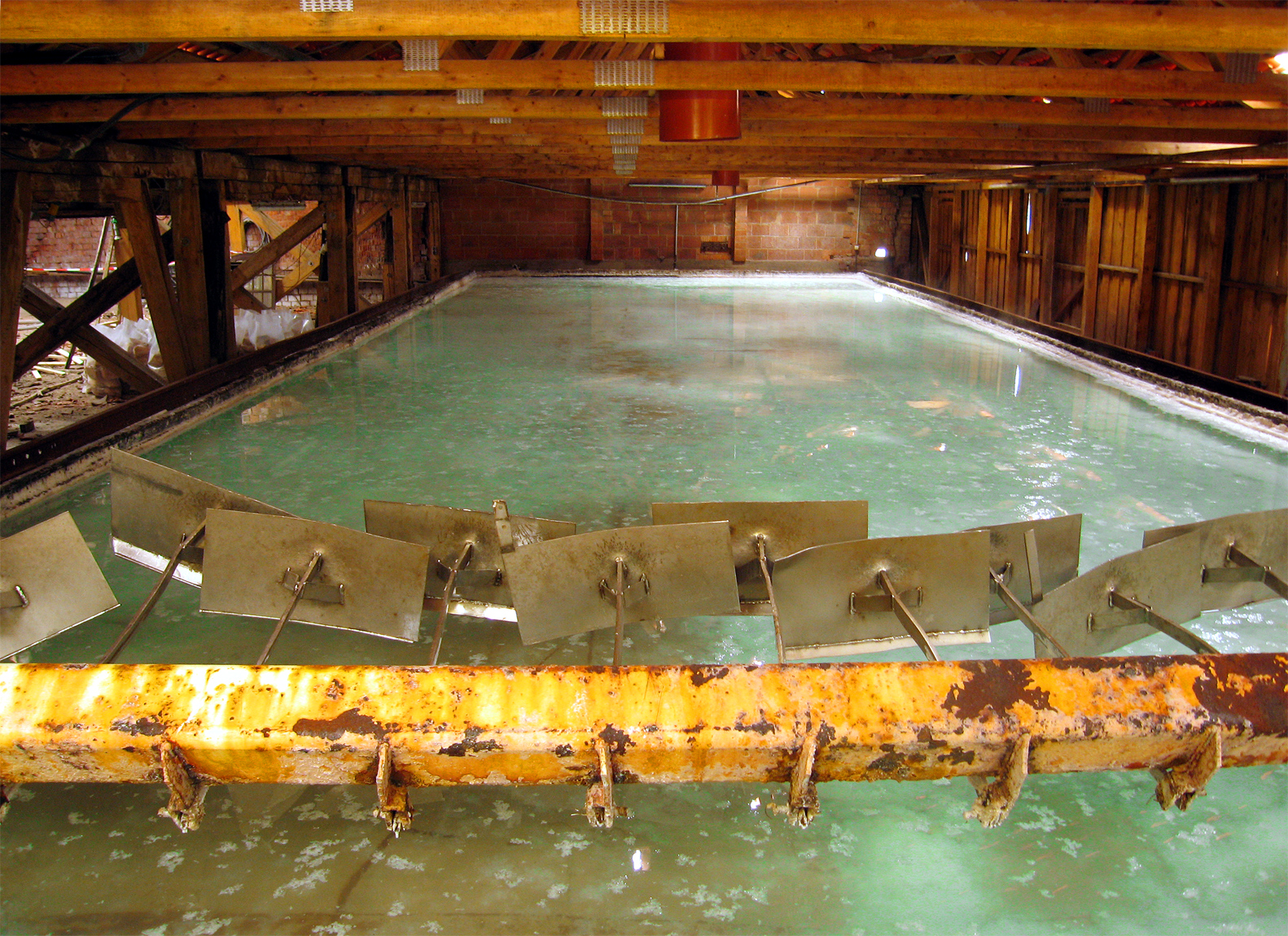
Bassin de chauffe avec racleur, Saline Luisenhall, Allemagne. Il faut 500 kg de charbon pour obtenir une tonne de sel.

- Bassin de chauffe avec racleur, Saline Luisenhall, Allemagne. Il faut 500 kg de charbon pour obtenir une tonne de sel. Le chauffage de la saumure dans de grands bassins où le sel est récupéré par raclage.
- L'utilisation conjointe de la chaleur et du vide en bassins de chauffe fermés.

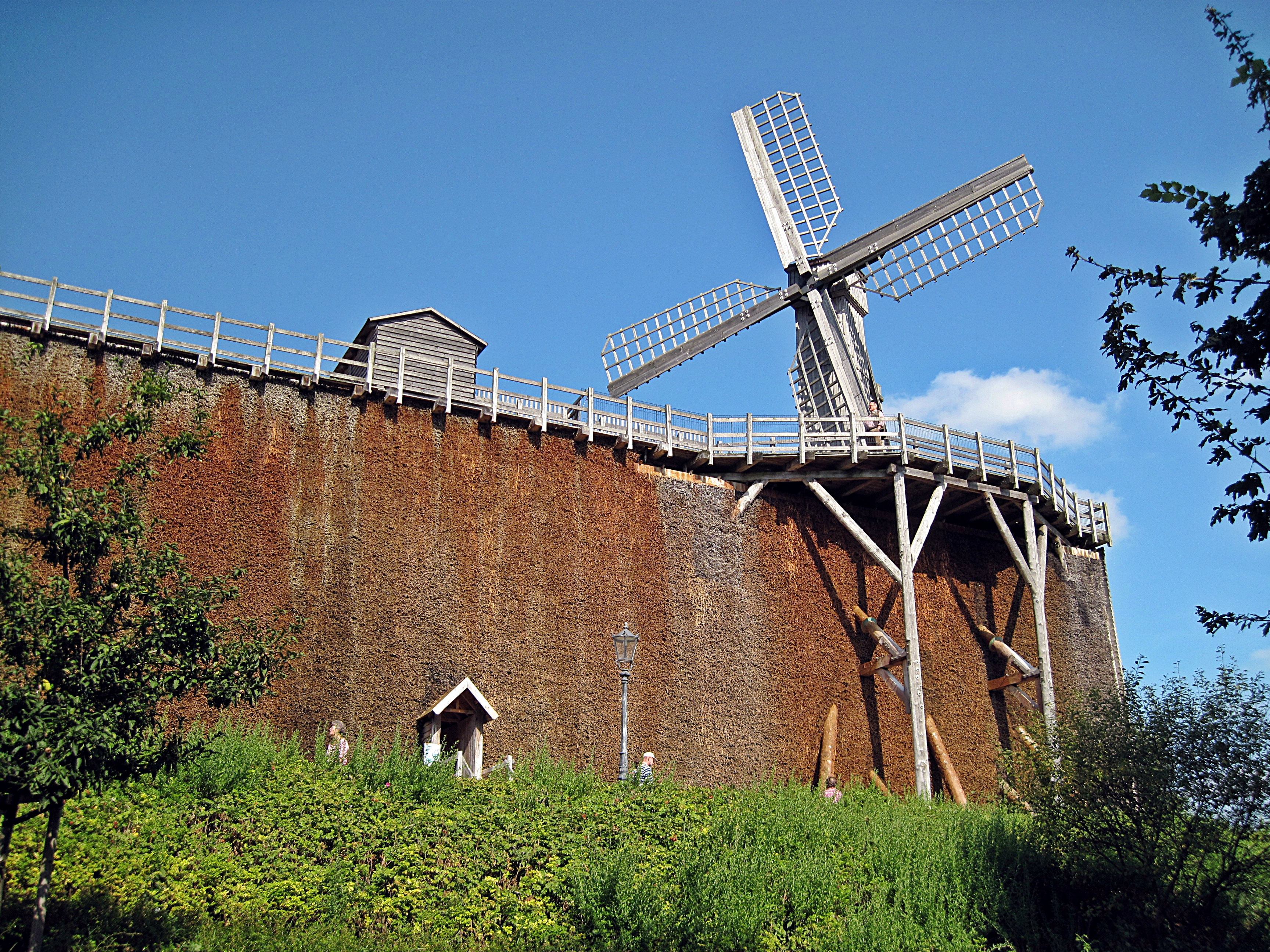
Mur de graduation avec moulin à vent. Bad Rothenfelde, Allemagne

On parle alors de sel ignigène. Avant l'utilisation du charbon, ces techniques nécessitaient de grandes quantités de bois de chauffage et ont largement contribué à la déforestation.

## Principes de conservation par le sel
Il existe en fait plusieurs méthodes de conservation impliquant l'usage du sel. Toutes semblent avoir été utilisées dès que le sel a été disponible.
- Les salaisons à sec utilisent l'effet antiseptique du sel. Le sel doit représenter au moins 10 % du produit final humide ; Son action peut être complétée par d'autres sels (nitrites, etc.) et par le fumage. Séchage et fumage permettent d'abaisser cette dose.
- Le saumurage vise à assurer l'effet antiseptique par une macération plus ou moins longue de façon à bien imprégner l'aliment. Le pourcentage de sel retenu est souvent plus élevé. Il atteignait 50 % dans le cas du garum qui était principalement fabriqué à partir de viscères de poissons.
- La conservation en saumure acide. La saumure est réalisée avec un liquide acide, généralement du vinaigre, et est aromatisée avec des plantes susceptibles de renforcer l'effet antiseptique (thym, poivre, etc.). C'est le cas des cornichons. Les doses de sel sont très variables.
- La conservation en milieu acidifié par fermentation lactique (ou lactofermentation) sous l'action de micro-organismes. À dose plus réduite (environ 30 g/kg), le sel inhibe certains microbes potentiellement dangereux mais laisse possible la lactofermentation. Dans un milieu riche en sucres ou en protéines relativement solubles, et à l'abri de l'air, la fermentation lactique est alors privilégiée et entraîne l'acidification. C'est ce qui se passe lors de la fabrication de la choucroute. C'est bien l'acidité qui assure la conservation, le sel jouant un rôle d'adjuvant.

## Histoire

### Néolithique
L'utilisation de sel dès le néolithique est difficile à prouver. Le sel laisse en effet peu de traces étant facilement emporté par un peu d'eau. Le matériel nécessaire à son élaboration ou à son stockage, comme des moules ou d'éventuelles jarres, n'est pas spécifique. Seules des galeries de mines ont pu aisément attirer l'attention des chercheurs. Il y a cependant des indices :
Des résidus de produits laitiers ont été identifiés sur des tessons de poteries perforées (probablement des faisselles) datées de - 7500, en Turquie près de la mer de Marmara. La fabrication de fromage n'a réellement d'intérêt que dans un but de conservation, et pour cela, il faut du sel. D'autre part, les productrices de lait ont besoin de sel dans leur alimentation. De même, les fouilles d'Aşıklı Höyük, en Cappadoce (Turquie), permettent de supposer que « le commerce du sel faisait partie des principales occupations des habitants, il y a 10 000 ans »,.
Les chasseurs-cueilleurs du paléolithique pouvaient trouver leur ration de sel dans la viande (en particulier dans les abats), le poisson, les coquillages. Lorsque l'homme est passé à l'agriculture, les menus à base de végétaux ne couvraient plus ses besoins physiologiques. L'établissement néolithique de Hoca Çeşme (de) situé près de la mer en Thrace Orientale (Turquie), daté de - 6000, comprend des fosses conçues pour être bouchées hermétiquement associées à des coquilles de mollusques marins comestibles. Elles sont interprétées comme étant destinées à la conservation en milieu salé. Lorsque de telles denrées n'étaient pas disponibles, les rations devaient être complétées par du sel minéral. Ainsi on sale le pain, aliment par excellence.

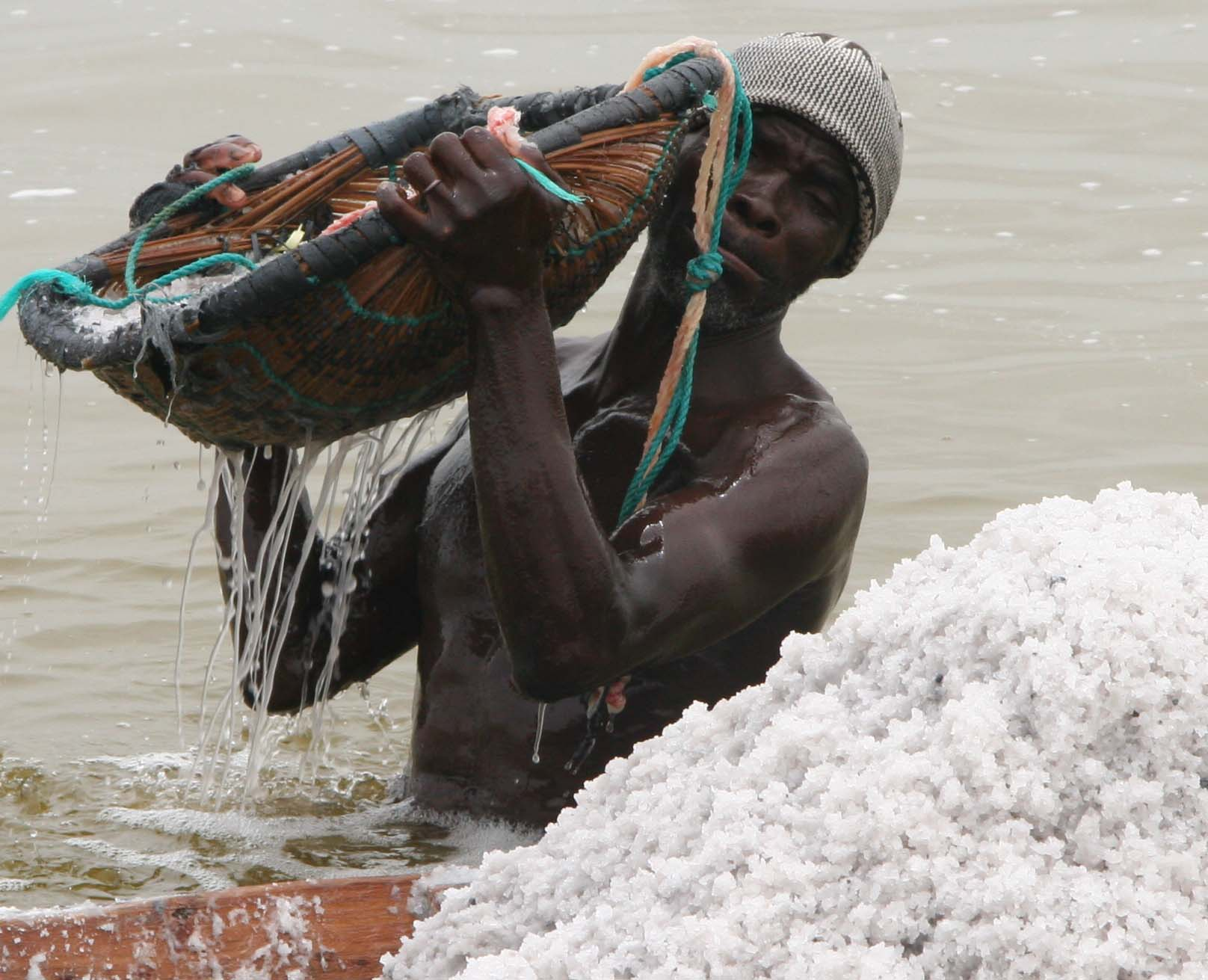
Récolte traditionnelle et pénible du sel dans le lac Rose (ou lac Retba), Sénégal.

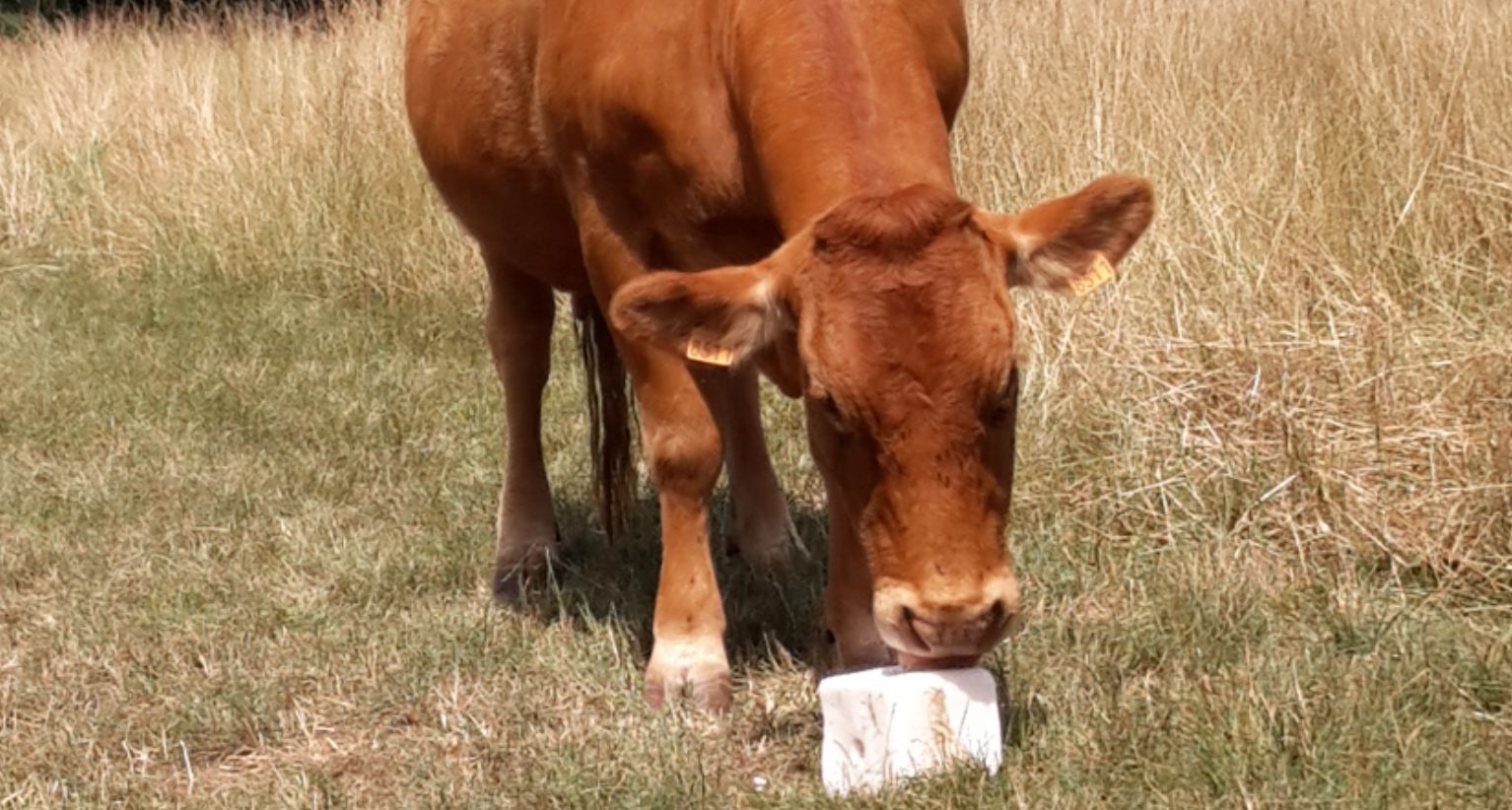
Vache léchant un bloc de sel

Le même problème se pose pour les animaux herbivores ; les animaux dans la nature savent reconnaître la terre ou les pierres salées et les lécher. Dans les élevages, on leur fournit des pierres à lécher reconstituées appelées couramment blocs de sel. Autrefois, on salait souvent le foin dans la masse après la récolte, ce qui, de plus, améliorait sa conservation. Les chiens et les chats qui sont des carnivores et transpirent peu (la sueur est riche en chlorure de sodium) ne doivent pas recevoir de sel. On peut éventuellement remarquer que le chien a pu être domestiqué dès le paléolithique, vers - 30000, en tout cas bien avant les herbivores à qui il fallait assurer une ration suffisamment riche en sel.

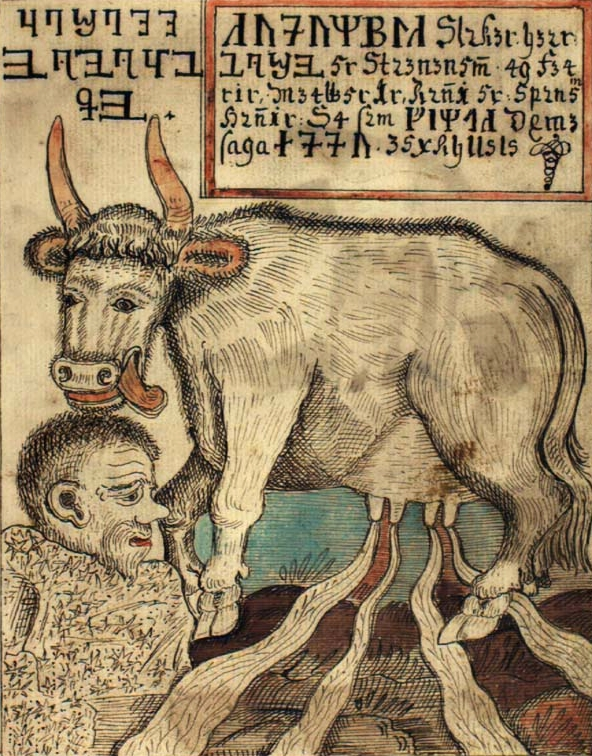
Audhumla fait apparaître Buri en léchant la glace salée qui le recouvre. Manuscrit islandais.

Dans la mythologie nordique, la vache Audhumla qui nourrit l'Être primordial Ymir lèche la glace salée qui recouvre le corps du premier dieu, Buri.
Le sel est aussi nécessaire pour le tannage du cuir. La macération prolongée des peaux en saumure permet de les conserver et d'éviter leur puanteur. On peut ainsi les utiliser facilement comme vêtement ou récipient.
Sur l'Île Petite Anse (Avery Island), en Louisiane, des sources salées jaillissaient du dôme de sel sous-jacent. Elles étaient exploitées pour la production de sel par les Amérindiens avant l'arrivée des occidentaux.
Les mines de sel de Duzdagi, en Azerbaïdjan, existeraient depuis - 4500 selon C. Marro (CNRS). On y a retrouvé de nombreux outils de mineurs.

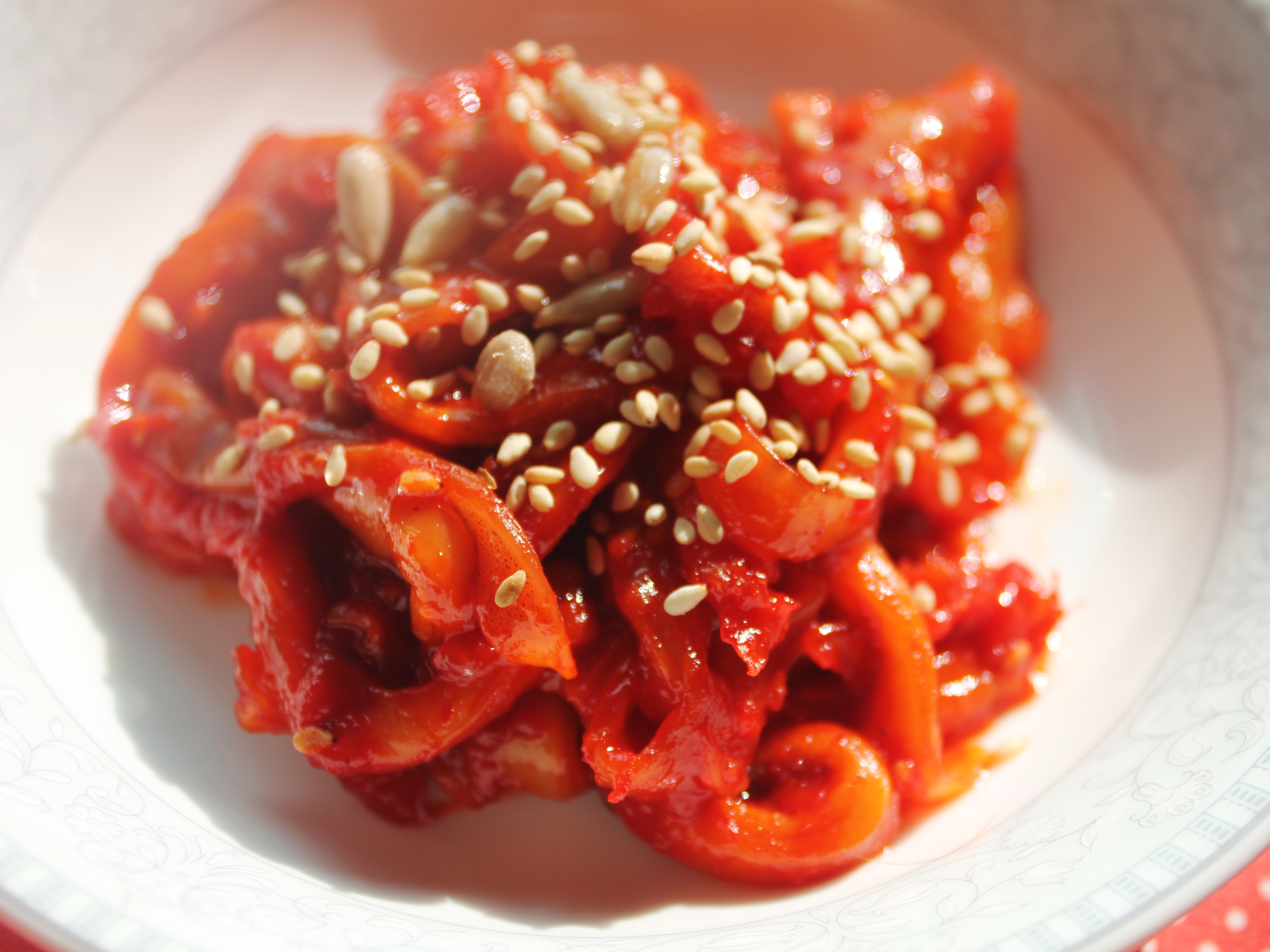
Un plat traditionnel populaire coréen : Ojingeojeot, à base de calmars en saumure.

L'exploitation de sel de Solnitsata (en Bulgare : les ateliers du sel) a été datée d'avant 4000 avant notre ère. Elle peut être mise en relation avec la civilisation de Varna (Bulgarie), célèbre pour ses objets en or et pour être la première ville connue d'Europe.
La conservation de viande séchée et salée est très ancienne et commune à de nombreuses civilisations, le kaddid populaire au Maghreb en est un exemple. Il faut cependant que l'on puisse trouver trois semaines de saison sèche, sinon il faut fumer la viande durant de très longues heures (Boucanage).
Dans les contrées britanniques à proximité de la mer, des évidences de processus de gestion du sel ont été trouvées, datées de l'année - 3800, la technologie ayant pu être apportée par des personnes migrantes depuis la France.

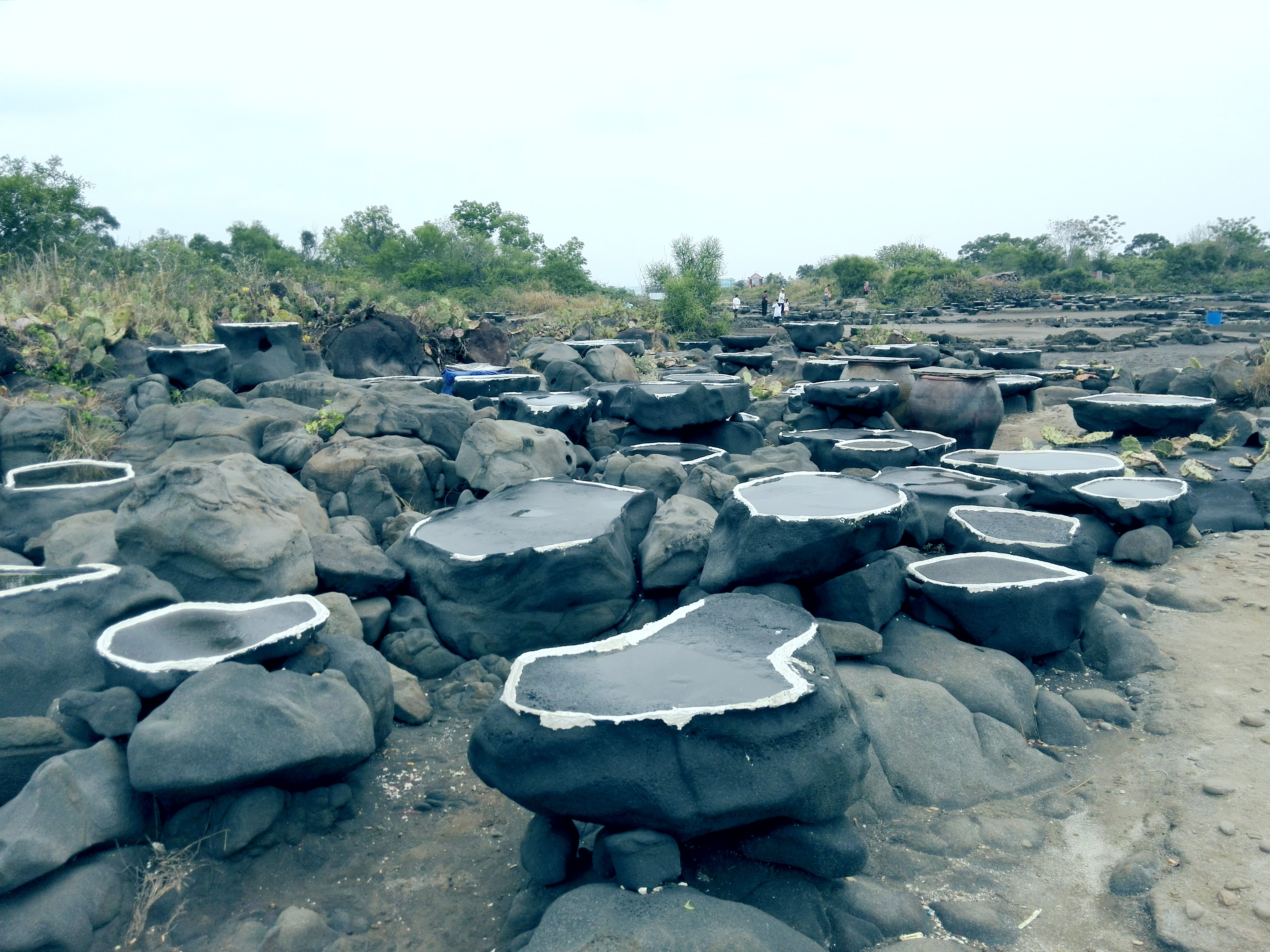
Pierres arasées en laissant un rebord sur une plage de l'Île de Haïnan. À marée descendante, ces pierres gardent de l'eau de mer qui s'évapore ensuite laissant le sel (système traditionnel à Yangpu).

En Chine, l'utilisation de sel pour la cuisine est documentée dès l'époque de l'empereur Huángdì (vers -2650). Le sel pouvait provenir de lacs salés du Shanxi mais tous les types de provenance du sel existent en Chine.
De tout temps, les Coréens ont été réputés pour leurs plats de poissons et fruits de mer conservés en saumure et appelés Jeotgal (en). L'habitude en aurait été prise en Corée dès le néolithique.
En Mésopotamie, on trouve aussi très tôt des références à une saumure similaire appelée shiqqu.
En Égypte, les premières momies autour de - 3000 sont déjà traitées avec un mélange de sel et de natron (carbonate de sodium hydraté). Les Égyptiens auraient aussi été parmi les premiers à fabriquer des poteries à glaçure alcaline, c'est-à-dire recouverte d'un émail à base de sel fondu. Des scènes de la même époque montrent le prélèvement d'ovaires de mulet et leur préparation en saumure comme on fait pour la poutargue.

### Antiquité
Dans la Bible, il est souvent fait allusion au sel. Dans le Lévitique, il est dit que les sacrifices d'animaux doivent être accompagnés de sel (Lev. 2:13). Jésus l'utilise dans ses paraboles. Par exemple « Vous êtes le sel de la terre… » (Mathieu 5:13).
La civilisation de Hallstatt, ou premier âge du fer, est centrée sur la région du Salzkammergut, en Autriche, très riche en sel. De grandes mines y ont été ouvertes dès -1300. Vers -800, l'exploitation du sel y devient industrielle.
Les sources salées de la Seille sont exploitées dès -850 et jusqu'à la conquête romaine. On y fabriquait annuellement des milliers de tonnes de pains de sel par chauffage de l'eau dans des moules en brique (briquetage de la Seille). La production estimée passe de milliers de tonnes au premier âge du fer à des dizaines de milliers de tonnes avant la conquête romaine atteignant un stade industriel.

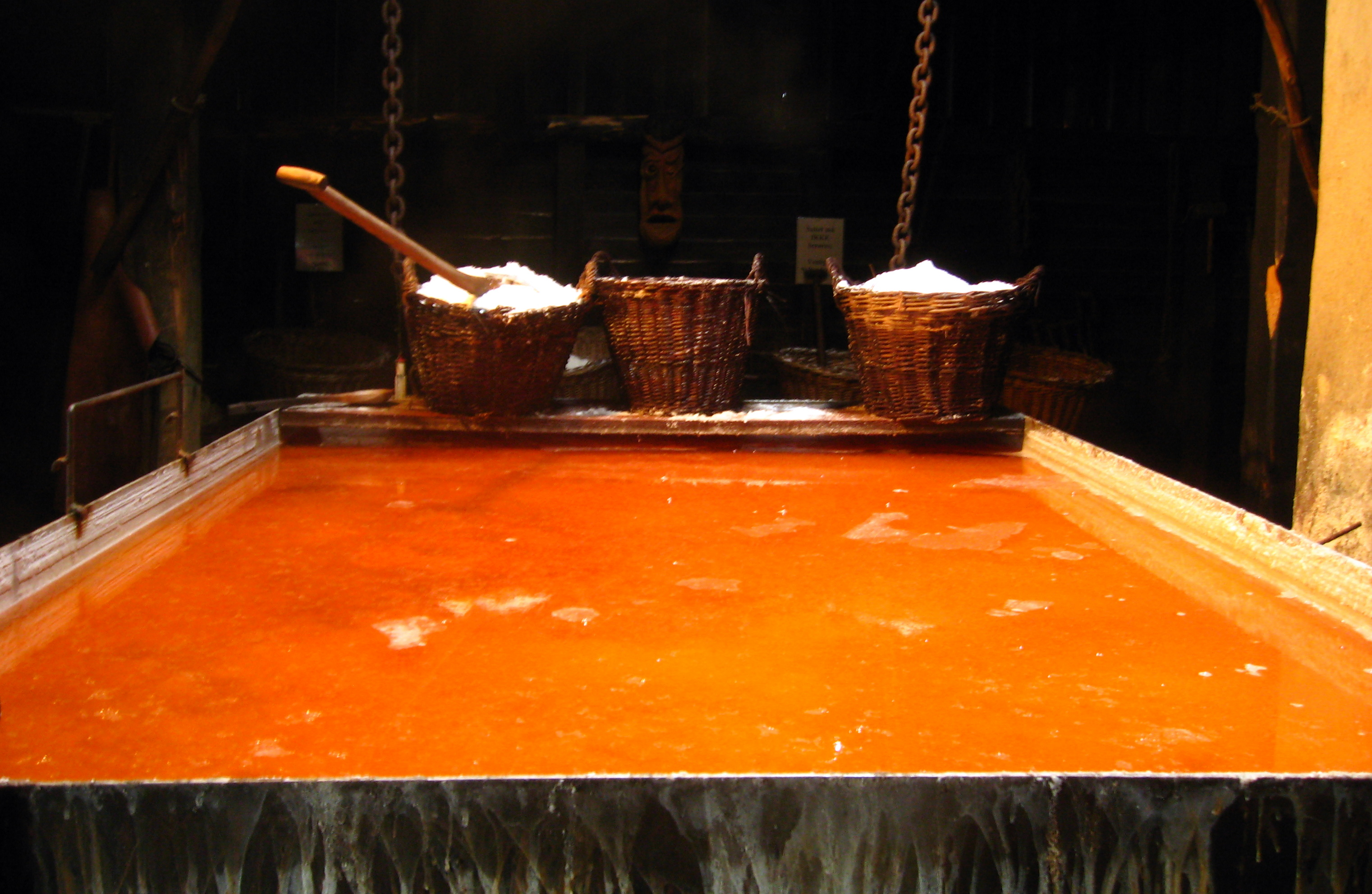
Production de sel à Læsø, Danemark (reconstitution).

Rome doit en partie son essor au contrôle des marais salants de l'embouchure du Tibre qu'elle disputait à l'origine à la cité de Veies.
Les Romains se sont attachés à sécuriser leur approvisionnement en sel ainsi que celui de leurs légions. Le sel permettait à l'intendance de fournir des aliments conservés aux soldats et de diminuer ainsi la pression sur les populations occupées. Le mot « salaire » provient de « sel », les légionnaires romains ayant perçu une partie de leur solde en rations de sel.
Le garum était une sauce, élaborée à partir de poissons fermentés en saumure, analogue au nuoc-mâm des Vietnamiens. La production de garum et les salaisons de poissons sur les côtes de l'Empire romain étaient devenues de véritables industries. Les Romains en faisaient une consommation immodérée.
À Venise le sel est exploité au moins depuis l'Antiquité. Son commerce fut érigé en monopole par la république de Venise et est en partie à l'origine de la fortune de cette cité.

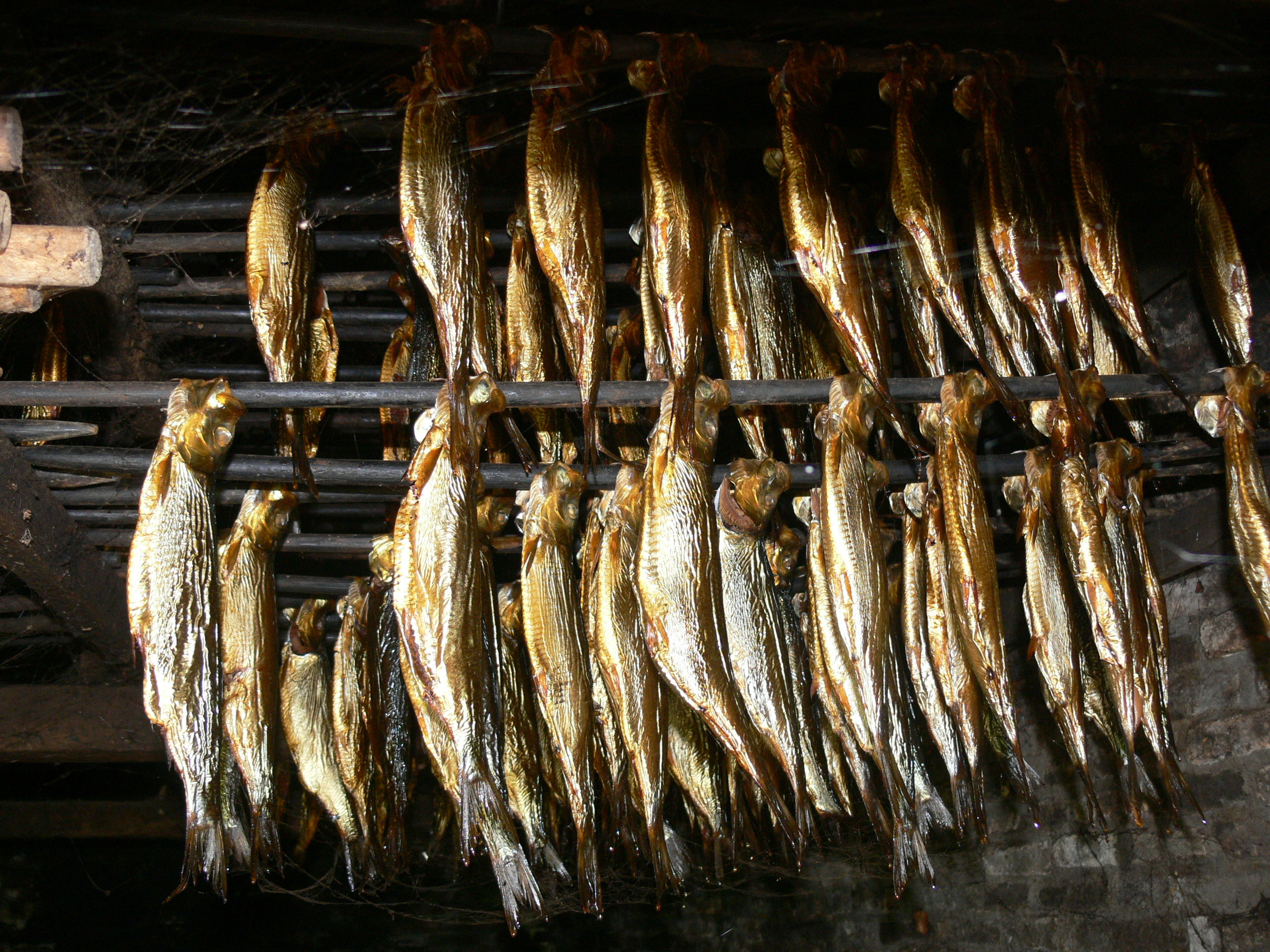
Harengs saurs fumés, village des pêcheurs, Musée du Zuiderzee, Pays-Bas.

Dans la Guerre des Gaules, César dit que les Vénètes (Gaule) et les Pictons possédaient des marines importantes, or leurs pays, le golfe du Morbihan et le Poitou sont des régions de marais salants.
Les fouilles archéologiques menées autour de Guérande donnent des indices de production de sel dès l'époque de La Tène (second âge du fer). Les archéologues pensent cependant que les Gaulois ne maîtrisaient pas complètement la technique des salines. Ils n'auraient obtenu que des saumures qu'ils devaient ensuite cuire dans des moules pour obtenir des pains de sel,. Les Romains auraient apporté la technique permettant l'obtention du sel par évaporation dans les salines elles-mêmes. De même, ils auraient remplacé la technique de cuisson des saumures en briquettes par des poêles en plomb. La production de sel en Gaule serait alors devenue très importante. Les Gaulois utilisaient déjà des saloirs en terre cuite pour leurs conserves de viande.
L'origine du gravlax (littéralement saumon de fosse) est très ancienne. On dit que des pêcheurs norvégiens se seraient rendu compte par hasard que du saumon caché dans un sable de plage de mer suffisamment stable pouvait se conserver longtemps ainsi.

### Moyen Âge et Renaissance
Au Moyen Âge, le sel était produit de plusieurs façons selon les espaces géographiques : en Méditerranée et dans l'estuaire de la Loire il était obtenu par évaporation, il pouvait aussi être produit par mise à ébullition de la saumure ; en Franche-Comté, en Lorraine, en Autriche ou dans le centre de l'Angleterre il était extrait de sources salées. Dans les pays du Nord, enfin, notamment en Flandres et en Frise, le sel était extrait de la tourbe. Cette dernière était brûlée, puis les cendres étaient lavées et raffinées ce qui donnait du sel de tourbe appelé zelzout.
Dans les pays du nord de l'Europe, l'évaporation était de toute façon rarement suffisante pour permettre la cristallisation du sel. À Læsø, au Danemark, on a très tôt utilisé des fours appelés kiln pour obtenir le sel par chauffage des saumures. Dans les Eddas, il est dit que les guerriers de cette île étaient particulièrement vigoureux et leurs femmes, plus encore : «She-wolves they were, and scarcely women. They crashed my ship…».
Au Moyen Âge, le Danemark put maîtriser le commerce du sel dans la Mer du Nord et la mer Baltique, et celui des poissons, le sel permettant leur conservation et leur transport. Il fut, à cette époque, l'un des plus puissants royaumes d'Europe.
Cette histoire se répètera pour les Pays-Bas qui disposaient, au départ de leur expansion, des salines de Zélande.
Il en fut de même pour les villes de la Ligue hanséatique. Lunebourg était très riche grâce au sel. En établissant la Hanse des villes du Nord, les marchands cherchaient à sécuriser leur commerce. En effet la Baltique était très poissonneuse et les ports de cette mer étaient en mesure d'exporter beaucoup de poisson à condition de disposer du sel pour le traiter, malheureusement la salinité de la Baltique est très faible. Bergen souffrait de la même problématique, le skrei, une variété de morue réputée, y abondait mais sa situation septentrionale ne permettait pas l'établissement de salines performantes. Dans les ports d'Europe du Nord, le hareng était souvent moins cher que le pain. Il était donc intéressant de disposer de sel même s'il fallait aller le chercher très loin.
Une solution était d'acheter du sel de mines d'Allemagne ou de Pologne. Cet état possédait les mines de sel de Wieliczka. Elles enrichirent le royaume de Pologne puis la république des Deux Nations qui fut un temps l'État le plus étendu d'Europe.
Il était encore plus intéressant d'aller chercher le sel aux Pays-Bas ou en France. Les bateaux pouvaient y livrer des marchandises dont ces pays avaient besoin (bois, fourrures...) et repartir avec une cargaison de sel qu'on pouvait transférer presque directement des marais salants aux bateaux. De plus la production française était abondante.
Au Moyen Âge, en France, en Normandie et sur la côte atlantique, de Guérande à l'Aunis, de nouvelles parcelles de marais sont gagnées sur la mer par le drainage au moyen de fossés et de canaux comme dans les polders hollandais. Une partie en est réservée à la production de sel. Une part importante de ce sel est vendue aux commerçants anglais, hollandais ou de la Hanse. Au XVe siècle, les marais de Guérande fournissent à l'Angleterre plus de la moitié de son sel. Au XVe siècle, l'expansion commerciale des Hollandais dans les pays de la Baltique se fonde sur l'exportation vers l'Est du drap hollandais et anglais, du sel breton, ainsi que sur l'importation de quantités de plus en plus grandes de céréales, de chanvre, de lin et surtout du bois, de poix, de goudron, de cuirs et de fourrures. Les bateaux hollandais, en quittant leurs ports d'attache, se rendaient en Bretagne charger du sel, du vin et des denrées du midi ; avec ce chargement, ils naviguaient vers la Baltique, ils y vendaient leurs marchandises, et y achetaient des céréales, du bois, des cendres et d'autres produits locaux destinés à la Hollande et aux pays de l'Europe occidentale. Vers la fin du XVe siècle, les bateaux hollandais se rendaient aussi en Espagne et au Portugal où ils pouvaient également s'approvisionner en sel, en fruits et, de plus en plus souvent, en denrées coloniales, en échange de leurs propres produits, oies, produits industriels étrangers, ainsi que les marchandises des pays de la Baltique.
En Angleterre, les mines de sel du Cheshire sont l'une des causes du développement du port de Liverpool et du cheshire, l'un des premiers fromages anglais connus. Le sel favorise, en effet, la bonne santé des troupeaux laitiers et la conservation du fromage. Il améliore aussi son goût.
À cette époque en France, la boîte à sel est avec les paillasses, la table et les écuelles le seul mobilier des paysans.
Des traités de cuisine, essentiellement destinés aux plus riches, apparaissent, comme le Viandier de Taillevent. Ces traités exposent l'intérêt des sauces (du latin salsus : salé) autant pour rehausser le piquant du plat que le prestige du domaine mais aussi pour en prolonger l'utilisation. C'est, par exemple, l'origine du saupiquet (littéralement : piquant au sel) qui accompagnait les pièces de vénerie et de la salade.

### Taxations, traités et guerres du sel
De tout temps, les cités, états et principautés ont imposé les marchandises, et en particulier le sel arrivant ou transitant sur leur territoire.

#### Allemagne

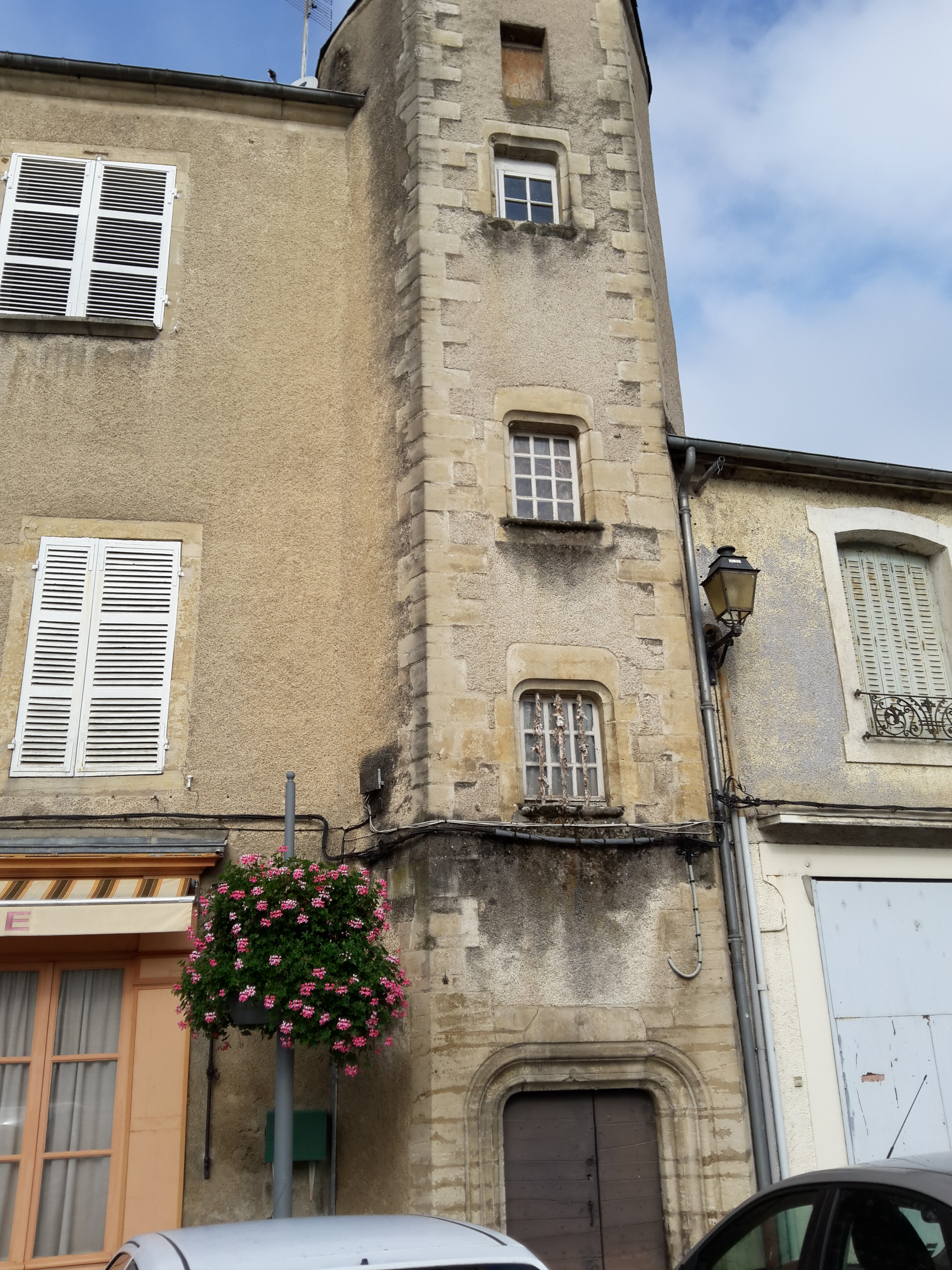
Grenier à sel de Moulins-Engilbert, Nièvre, France. Édifice du XVe siècle, il approvisionnait en sel un territoire d'une dizaine de paroisses.

En 1156, Henri le Lion, duc de Saxe et de Bavière, beau-frère de Richard Cœur-de-Lion, fît détruire des ponts sur l'Isar pour détourner le passage du sel à son profit sur Munich. Cette action provoquera la création de cette cité en 1158. Henri le Lion possédait également Lunebourg et acquit Lübeck, deux villes fortement impliquées dans le commerce du sel. L'ancienne route du sel reliait Lunebourg, Lauenbourg et Lübeck. Lunebourg était notoirement — Das Salzhaus der Hanse — la vile du sel de la Hanse.
Le traité sur le sel entre la Bavière et l'Autriche de 1829 formalisait des accords vieux de 600 ans permettant l'accès des Autrichiens aux mines bavaroises de Hallein en contrepartie de l'accès des Bavarois aux forêts autrichiennes voisines. Ce serait le plus ancien traité entre États européens encore d'actualité.

#### Pays de la mer Baltique
L'approvisionnement en sel revêtait un aspect stratégique pour la Hanse. Le cauchemar de la Hanse était le royaume de Danemark, celui-ci, alors très puissant, s'étendait aussi sur la Scanie (aujourd'hui province du sud de la Suède) et pouvait, de ce fait, bloquer facilement les accès à la Baltique. Cette situation entraîna plusieurs guerres. Ainsi pendant la guerre nordique de Sept Ans (1563-1570), le sel venant à manquer, des Suédois inventèrent, dit-on, le surströmming, une recette de poissons fermentés pour la conserve qui permet d'utiliser moins de sel que le salage classique.
À partir de 1398, le canal de Stecknitz qui permet la liaison mer du Nord-Baltique par l'Elbe, un des premiers canaux commerciaux d'Europe, offre une alternative aux détroits danois.

#### France
En France, le commerce du sel devint un monopole royal généralisé dans tout le royaume en 1342 par Philippe VI de Valois, en partie pour financer les dépenses occasionnées par la guerre de Cent Ans. Ce monopole permet de percevoir une taxe : la gabelle du sel. Les greniers à sel sont la manifestation la plus évidente de cette politique. Ils sont répartis sur tout le territoire.
Les Plantagenêts taxent moins le sel et organisent mieux le commerce maritime que les rois de France. Les Rôles d'Oléron publiés par Aliénor d'Aquitaine sont encore à la base du droit maritime moderne. L'Aquitaine et le Poitou étaient donc des provinces privilégiées pour la production et la consommation du sel, cette situation perdurera.

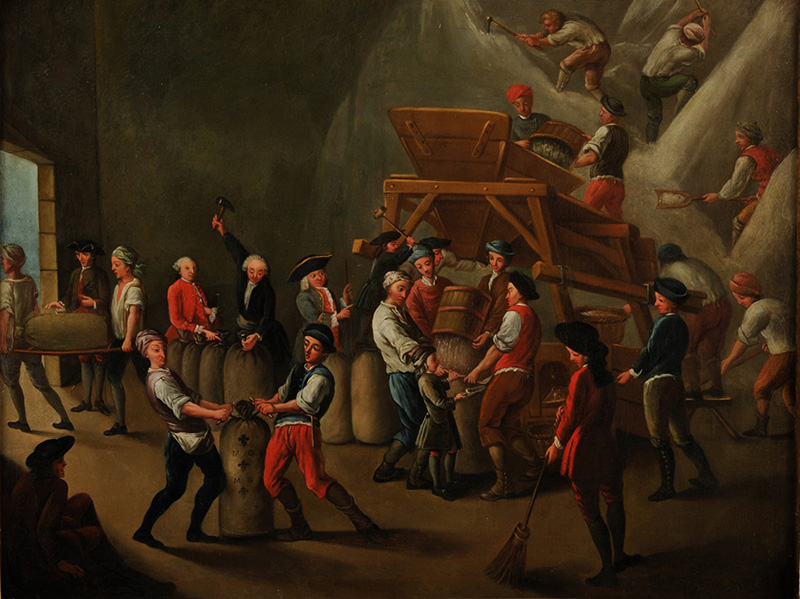
Grenier à sel : intérieur. Ferme Générale du Roi de France, XVIIIe siècle.

Ainsi l'archéologie montre qu'à Parthenay, petite ville du Poitou, vers 1450, « les habitants de Parthenay étant exonérés de la gabelle, le commerce du sel était une activité importante... Les rues de la Petite-Saunerie et de la Grande-Saunerie témoignent encore de cette activité ». De même, installées tout près, les tanneries profitent de la disponibilité du sel.

L'exemption de gabelle fait partie des privilèges obtenus par le duché de Bretagne pour sa réunion définitive à la couronne de France (Union de la Bretagne à la France), en 1532.
Pour éviter en partie la gabelle, on ne salait pas toujours le beurre. Le salage, parfois jusqu'à 100 g par kg de beurre, permettait cependant d'en éviter le rancissement et d'en prolonger la conservation. Les régions réputées pour leur beurre étaient donc les provinces où la gabelle avait le moins d'impact, comme la Bretagne, le Bas-Poitou et l'Aunis. On peut y voir aujourd'hui une justification a priori à l'appellation d'origine protégée « beurre Charentes-Poitou ». A contrario, en Normandie, pays de gabelle, on a privilégié l'emploi de la crème, éventuellement conservée aigre autrefois.

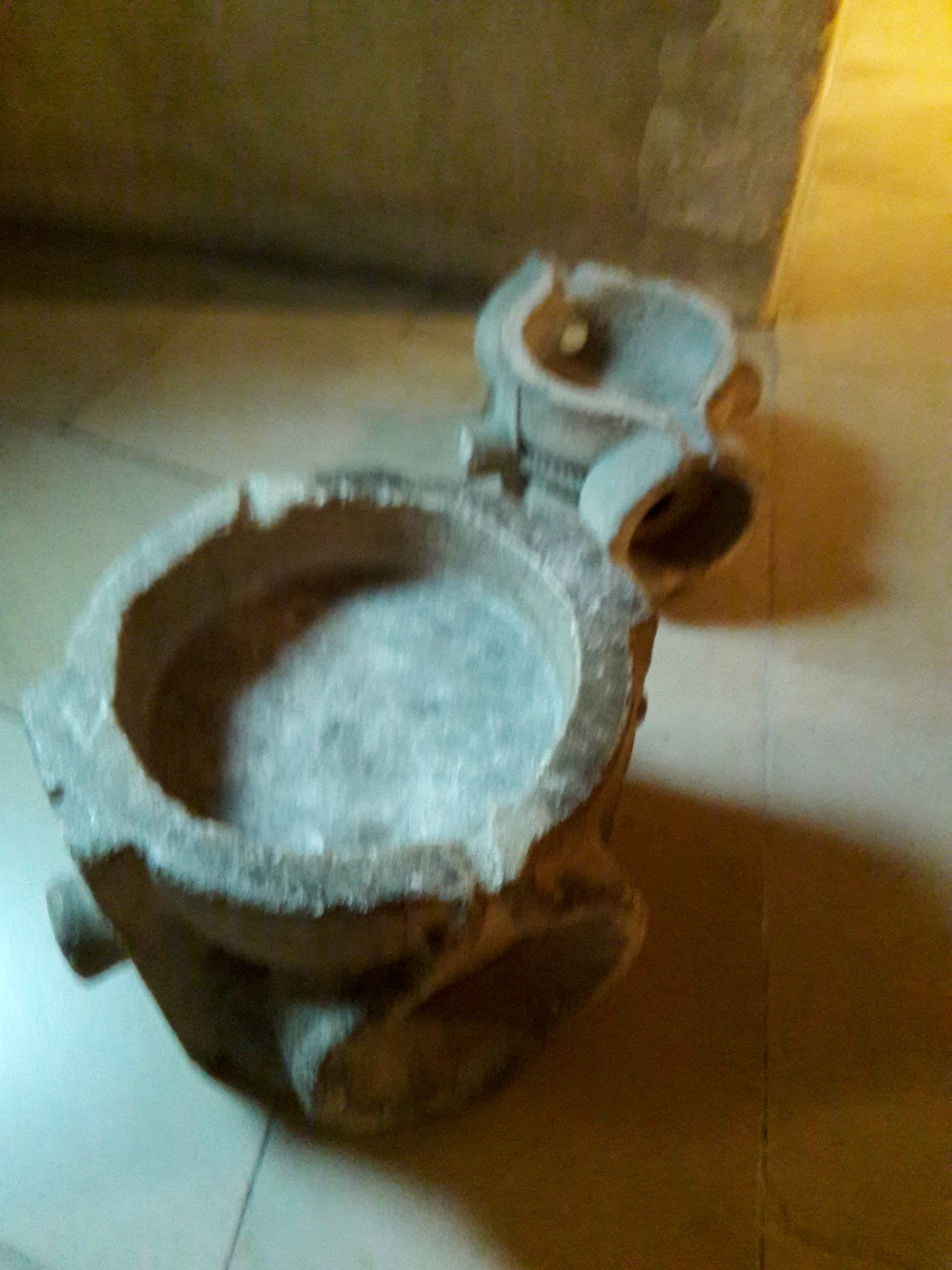
Mesures à sel utilisées par les agents de la gabelle, Palais Jacques Cœur, Bourges, France. Jacques Cœur, grand marchand, fut aussi Visiteur général des gabelles du Languedoc.

Pour la même raison, l'habitude de cendrer certains fromages, saucissons et jambons aurait pu être une façon de diminuer la quantité de sel nécessaire. On se sert alors d'un mélange de sel et de cendres de bois. La cendre, si elle change très peu le goût du fromage, aurait l'avantage d'éloigner les insectes et de donner un aspect original au fromage.
Il a pu en être de même en ce qui concerne l'incorporation de salpêtre dans certaines préparations (jambons, viandes séchées en général).
Une légende, hautement improbable, dit que, lors de la bataille de Poitiers en 732, les cavaliers maures auraient abandonné femmes et troupeaux. Les femmes maures auraient ensuite appris aux Poitevins l'art de bien saler les fromages de chèvre en utilisant ce mélange de sel et cendres.
Avec le temps les modalités de perception de la gabelle deviendront très différentes d'une région à l'autre, entraînant une contrebande effrénée. Portant sur un produit dont la nécessité est vitale, la gabelle est unanimement détestée. Elle est la cause de nombreuses révoltes souvent féroces en France,. Par exemple, en 1541, la décision d'étendre la gabelle à l'Aunis, pays de marais salants, et à l'Angoumois entraînera la Jacquerie des Pitauds en 1548 ; la répression est impitoyable, le parlement de Bordeaux est suspendu. Cependant Henri II autorise l'achat définitif de l'exemption de gabelle, c'est ainsi qu'une grande partie de l'Aquitaine et du Poitou deviennent pays rédimés des gabelles.
Par l'ordonnance de 1680, Jean-Baptiste Colbert rationalisa la perception de la gabelle sans la changer significativement. La suppression de la gabelle figure en bonne place dans les cahiers de doléances de 1789.

#### Duché de Lorraine
Le Duché de Lorraine, important producteur et exportateur institue un monopole du sel à partir du XVe siècle puis établit la Ferme générale de Lorraine vers 1700 sur le modèle français.

#### Russie
En Russie en 1648, Alexis Ier tenta d'instaurer une taxe similaire. Ce projet entraîna la révolte du sel (Moscow uprising of 1648 (en)), une terrible révolte populaire qui fit vaciller l'Empire russe. Le poisson salé était en effet, l'une des rares sources de protéines animales accessibles aux gens du peuple.

#### Suisse
En Suisse, le commerce du sel est régi par un monopole d'état, la Régale du sel depuis le XVIIe siècle, autrefois accompagné de la perception d'une gabelle. Ces taxes furent une des causes de la guerre des paysans de 1653.

#### Asie
En Inde, l'Empire britannique avait mis en place un système similaire à la gabelle française. La marche du sel initiée par Gandhi en 1930, en vue de briser le monopole britannique, fut un des premiers succès des indépendantistes indien.
Au Japon, le sel a été l'objet d'un monopole d'état de 1906 à 1977.

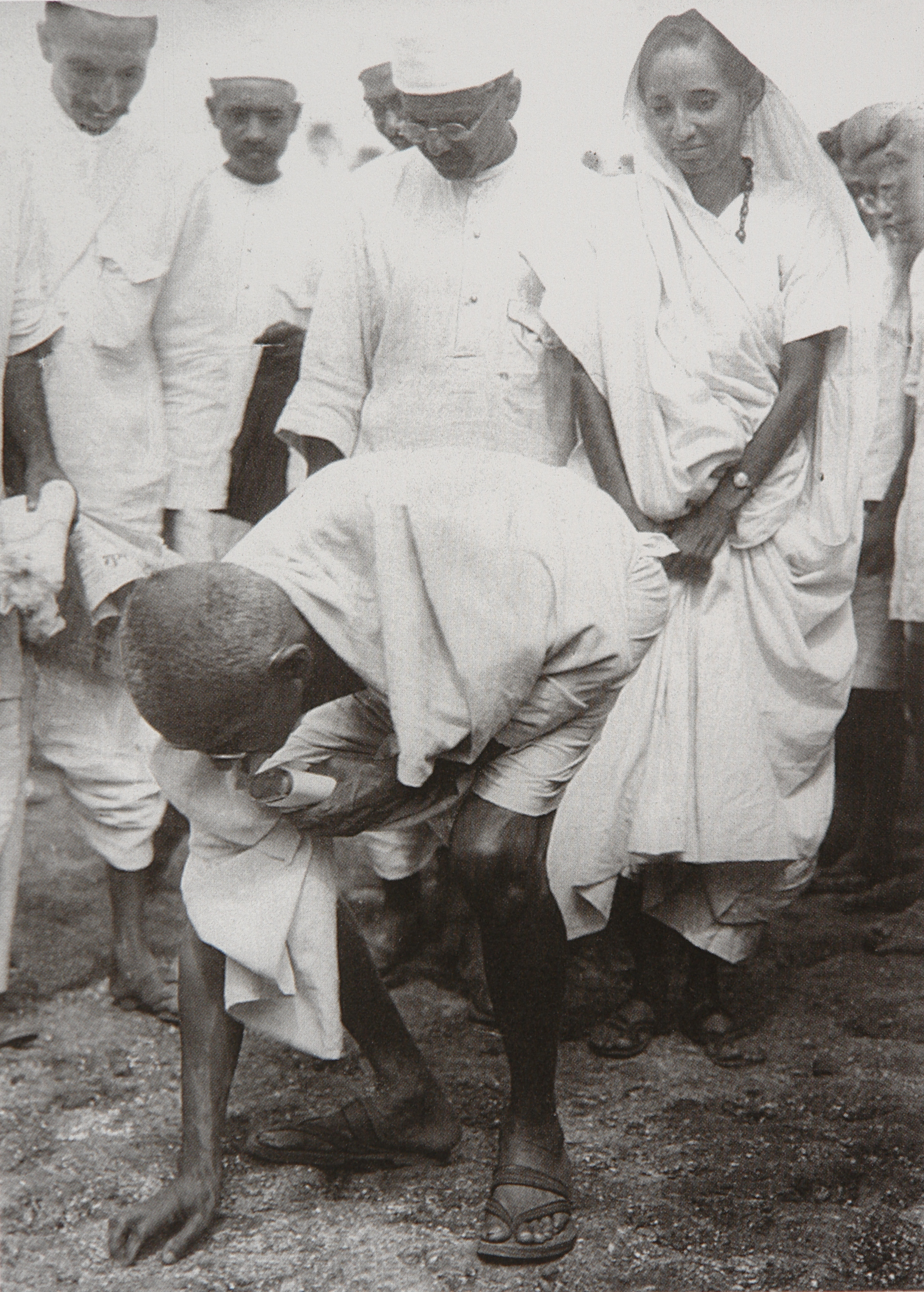
Gandhi, ramassant une poignée de boue salée, le 5 avril 1930, pendant la marche du sel.

En Chine, la vente du sel a été régie selon des systèmes analogues à la gabelle des origines jusqu'à l'époque communiste et sa vente a pu générer d'énormes profits pour l'état.

### Le sel et l'apogée de la société rurale en Europe
Dans la première moitié du XIXe siècle (donc en l'absence de gabelle) les quantités consommées sont estimées à 4,5 kg par personne et par an ; un cheval en consomme environ 20 kg et une vache le double.
Entre 1840 et 1914, en France, la société rurale vit la meilleure époque de son histoire. En même temps que cette société, majoritaire dans le pays, tire le meilleur parti de ses productions locales, elle commence à s'ouvrir largement au monde.
La mécanisation du travail dans les mines et sur les salines de la Méditerranée progresse rapidement. La production s'accroît considérablement.

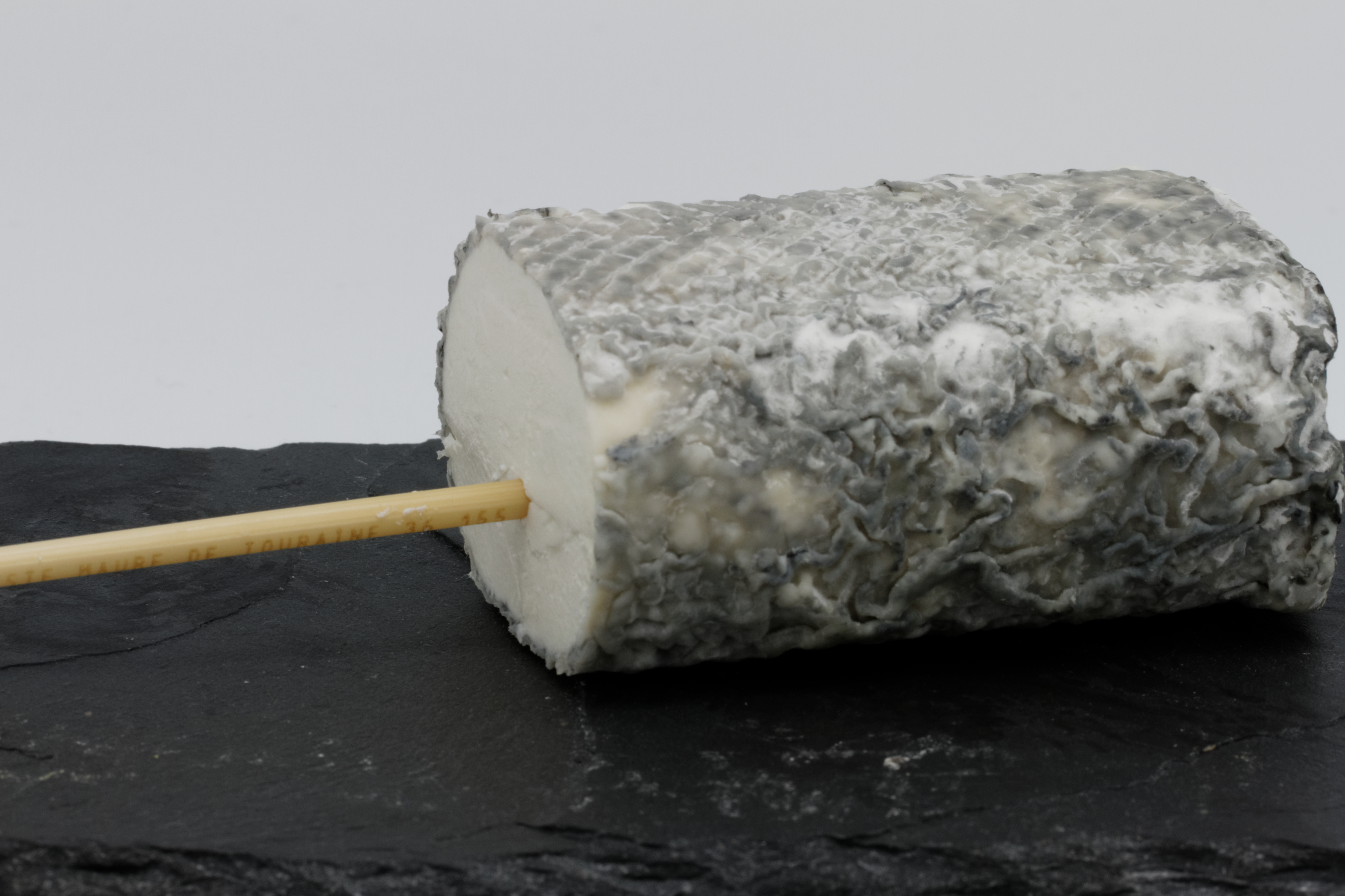
Fromage de chèvre sainte-maure-de-touraine avec sa paille et sa croûte salée-cendrée.

Malgré l'invention de l'appertisation (Nicolas Appert, 1795) et celle de la production de froid par compression-détente d'un gaz (Jacob Perkins, 1834), ces techniques ne se développent que lentement. De plus, les conserves au sel sont des aliments appréciés et bien typés. Avant la généralisation du froid industriel et des conserves en boîtes, le sel, enfin bon marché permet une alimentation suffisante en toutes saisons et en toutes régions. Chaque famille peut avoir son saloir rempli de lard. Chaque région a ses recettes souvent savoureuses : salaisons et charcuteries diverses, choucroute, fromages, olives et cornichons en saumure, morues et harengs, etc.
Même les feuilles de tabac sont alors fréquemment préparées par des passages en saumure pour en augmenter le montant.
Les fromages affinés sont toujours salés, soit par passage en saumure, soit par saupoudrage. Les formes cylindriques comme les fromages de chèvre chabichou et Sainte-Maure se prêtent bien au salage à sec, il suffit de les rouler sur un lit de sel ou de sel et cendres.
Autrefois réservés à des provinces exemptées de gabelle comme la Bretagne, pays de franc-salé, le beurre demi-sel et le beurre salé tendent à compléter un peu partout l'usage des graisses animales et de l'huile végétale dans la cuisine.

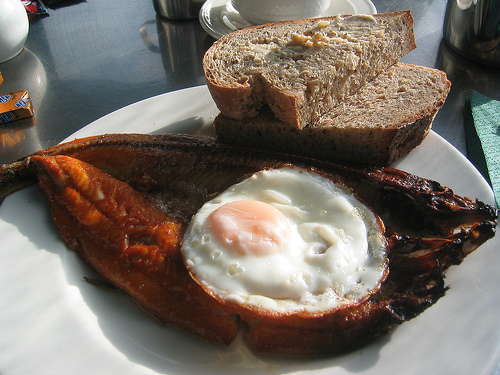
Kippers au breakfast.

Les kippers britanniques, bon marché, pénètrent jusque dans les campagnes de nombreux pays. Ce sont des harengs saurs présentés coupés en deux, éviscérés et sans l'arête centrale, donc très faciles à consommer, même au travail. La combinaison du fumage à froid et du salage devait permettre d'obtenir une belle couleur rouge ; cette couleur est aujourd'hui obtenue à l'aide de colorants. C'était avec le bloater, non éviscéré, de préparation plus simple, le plat de prédilection des travailleurs anglais au breakfast. Aujourd'hui kipper est parfois utilisé dans un autre sens, qui ne manque pas, non plus, de sel.

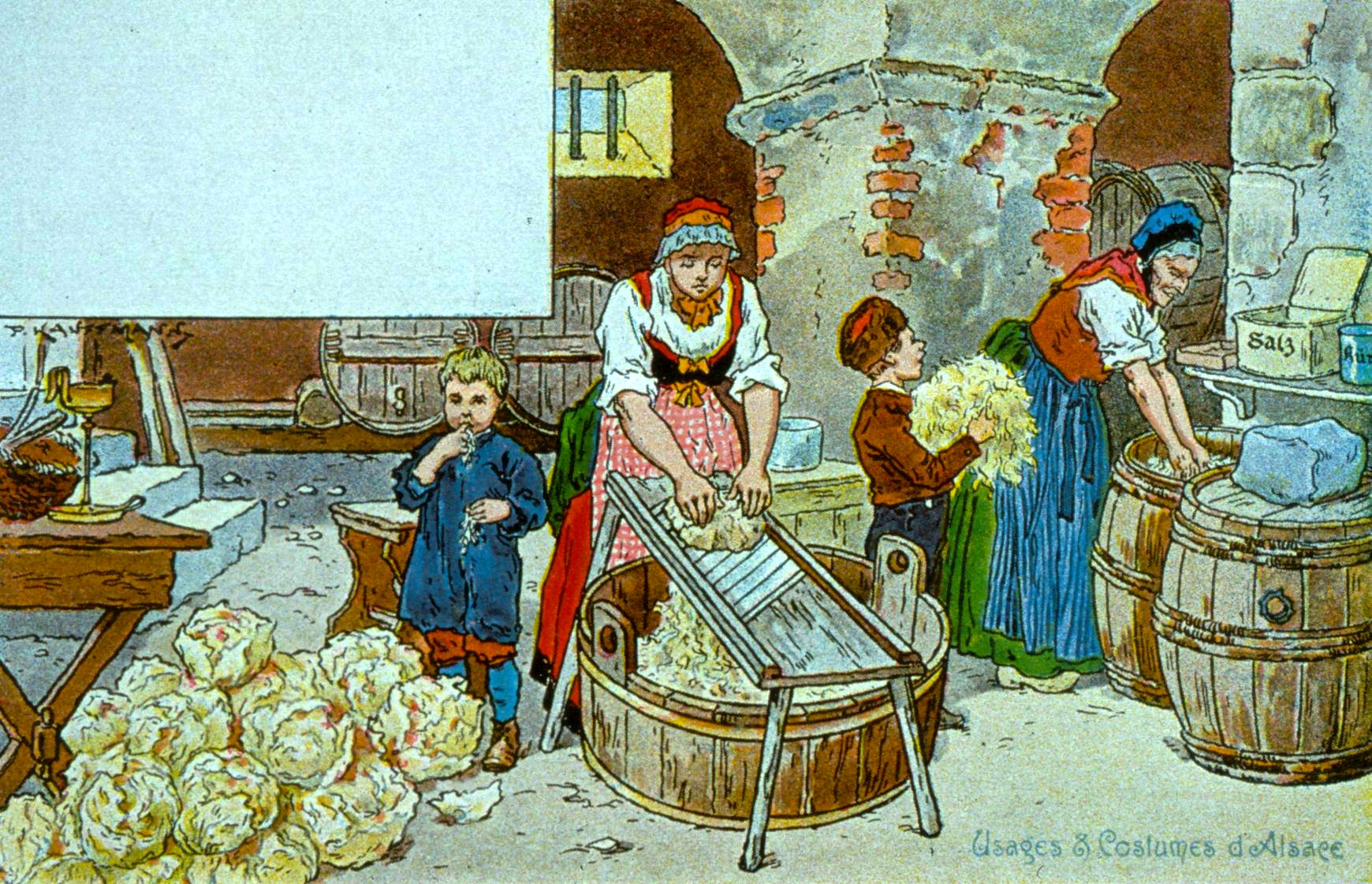
Élaboration de la choucroute d'Alsace; sur l'étagère à droite, la boîte à sel.

Le corned-beef anglais, dans sa recette originale avant que les Américains ne lui donne le sens de bœuf en boîte, est du bœuf conservé en saumure (corned renvoyant à grain de sel), analogue au petit salé très répandu dans de nombreuses régions et fabriqué à partir de porc.
Dans ce type de salaisons comme pour le lard, on utilise typiquement 200 g de sel par kg de viande en couches intercalées et bien tassées. Pour les autres charcuteries, on utilise de 15 à 50 g de sel par kg de viande, environ 30 g/kg pour les viandes séchées de bœuf et mouton, pour le gravlax 100 g de sel par kg de saumon, pour la choucroute 30 g de sel par kg de chou haché, pour le beurre salé plus de 30 g par kg de beurre, de 40 g à 90 g pour les olives.
Jambons, saucissons, viande séchée de bœuf et certaines saucisses demandaient un sel additionné d'un peu de salpêtre et parfois de sucre pour des raisons hygiéniques. Le salpêtre (nitrate de potassium, littéralement sel de pierre) contribue à la bonne conservation des viandes et en maintient la couleur rosée mais l'utilisation des nitrates est aujourd'hui controversée.

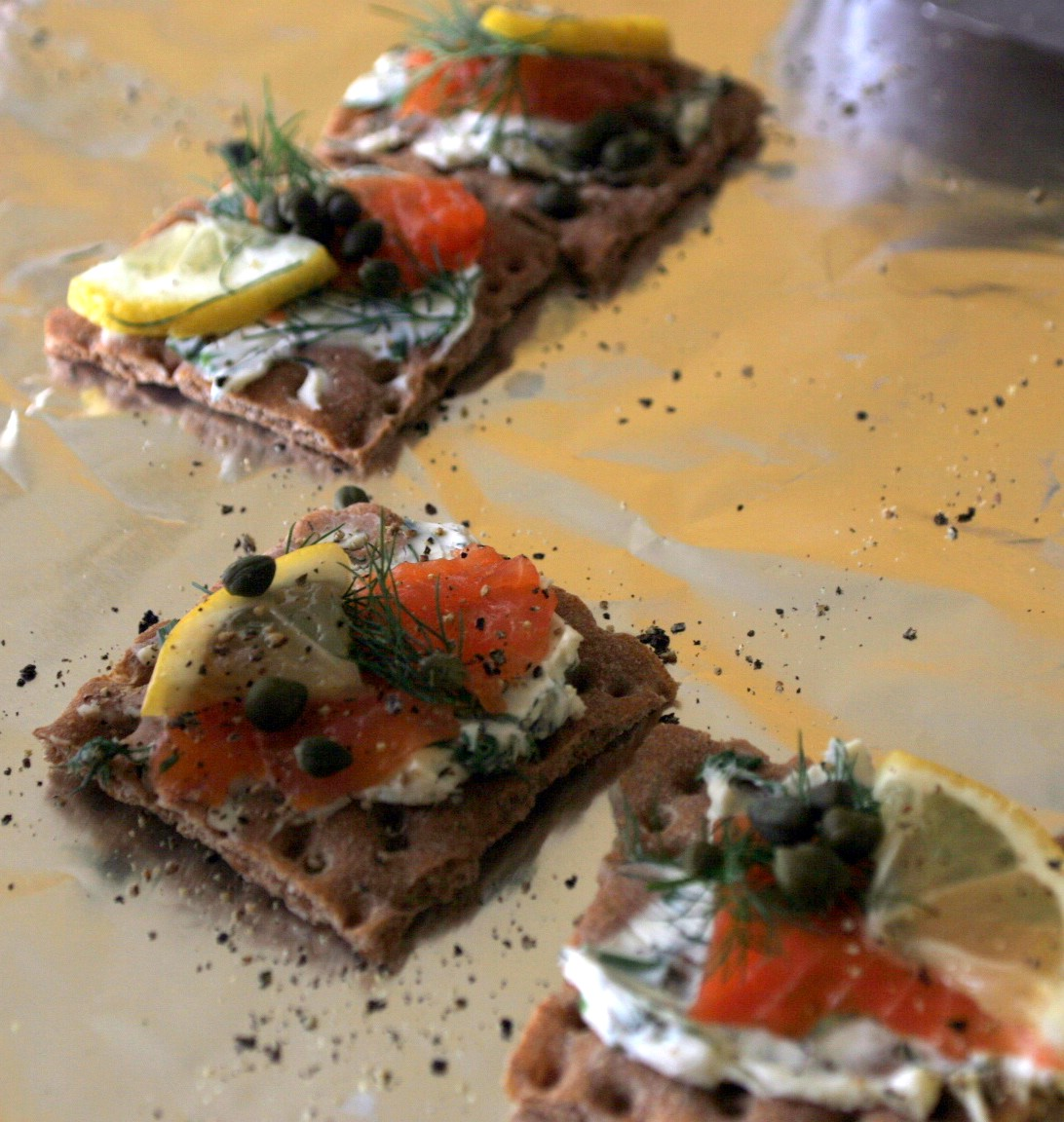
Gravlax sur canapés.

Les conserves de choux fermentés se rencontrent un peu partout dans le monde et ont des origines anciennes. En dehors de la choucroute, les Alsaciens ont aussi une tradition de navets fermentés. Le mot français choucroute vient de l'alsacien suur [(saure ou aigre) et krüt (herbe ou chou), allemand : Sauerkraut].

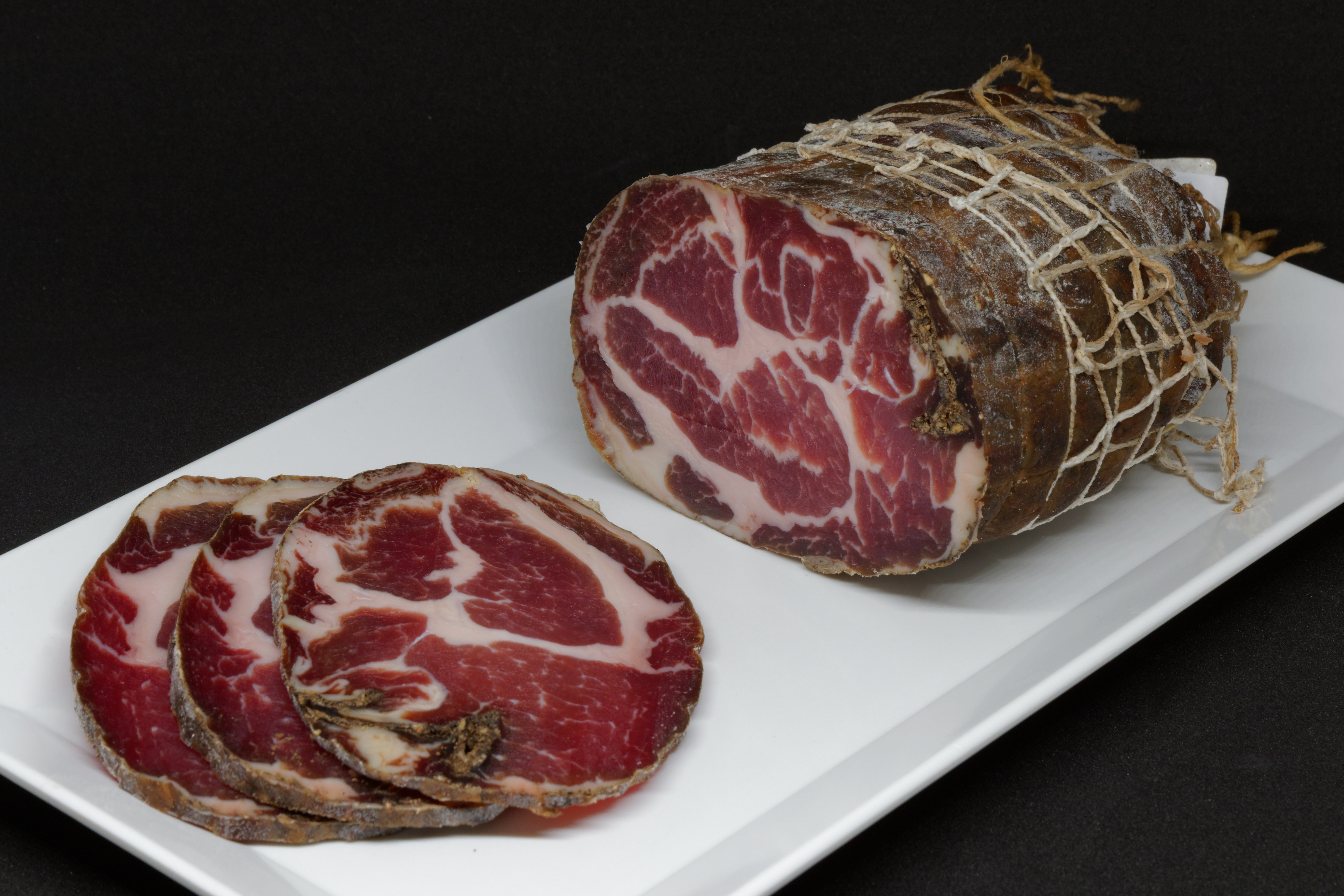
Coppa de Corse, la viande doit rester rosée, presque rouge après affinage.

Les sarmales roumaines étaient originellement fabriquées avec de feuilles de choux entières préparées comme la choucroute. C'est le plat national roumain.
On concocte ainsi des produits fortement salés et néanmoins fameux dans toute l'Europe, tels que le fish and chips et le bacon britanniques, les kippers de l'île de Man, les Hollandse nieuwe (harengs nouveaux) des Pays-Bas, les rollmops et le gravlax scandinaves, le salami italien, le pastramă moldave, la choucroute d'Alsace, la câpre de Malte, le cervelas (saucisse) et la viande des Grisons suisses, le caviar russe ou la poutargue de Martigues en Provence.
Les saucisses (du bas-latin salcisius : sal) étaient très typées régionalement et n'avaient pas la réputation d'aujourd'hui (bon marché, ne contenant de la vraie viande que pour partie, trop grasses et trop salées). Elles faisaient partie des mets renommés.
Saucisses, jambons, olives, anchois, morues et harengs salés sont accessibles partout. Les déclinaisons de ces produits sont innombrables.
Cet esprit perdure dans les campagnes jusque dans les années 1960. En témoigne le sketch de l'humoriste français Fernand Raynaud : «Ça eut payé !» où un paysan aisé se plaint tout en se vantant de produire tout ce dont il a besoin sur sa ferme. Enfin, presque tout, car il faut bien acheter le sel !

### Diffusion des spécialités du monde entier
Lorsqu'ils arrivent en Cochinchine, les Français découvrent le nuoc-mâm, avec appréhension d'abord, mais ils ne l'oublieront plus.
Le kimchi coréen utilise dans ses recettes authentiques du chou en saumure mais aussi des légumes variés et des crevettes en saumure, on peut le rapprocher des préparations suivantes :
Les achards, pickles, tsukemonos, d'origine indienne ou japonaise, d'abord appréciés des marins et des colons des îles, envahissent aussi l'Europe. Ce sont des fruits ou des légumes en saumure. Le ketchup peut être considéré comme une variété de pickles.
La sauce de soja est fabriquée à partir de graines de soja avec parfois des grains de blé mis à fermenter avec passage en saumure. Chaque pays d’Extrême-Orient a sa recette.
Le miso est une pâte de graines de soja très salée et mise à fermenter plusieurs semaines. C'est l'ingrédient principal de la soupe miso, très populaire au Japon.
La sauce Tabasco inventée en 1868 en Louisiane est fabriquée à partir de piments en saumure comme beaucoup d'autres sauces piquantes équivalentes. Les installations produisant cette sauce sont situées, jusqu'en 2018, sur l'île Petite Anse (Avery Island, Louisiane, États-Unis) qui recouvre un énorme dôme de sel exploité.
Les émigrants juifs font connaître à New York et Montréal le pickelfleisch allemand ou alsacien et le pastramă moldave ou roumain qui y devient le pastrami. Ce sont des viandes traitées en saumure.
Tous ces produits gagneront une popularité universelle.

### Développement des applications industrielles
Cette époque (1840-1914), qui ne connaît pas encore les plastiques ou plus exactement ne fait que les découvrir, est aussi celle de l'utilisation généralisée des cuirs de toutes sortes, du caoutchouc naturel, du verre, des céramiques et bien sûr du bois, alors parfois traité au sel.

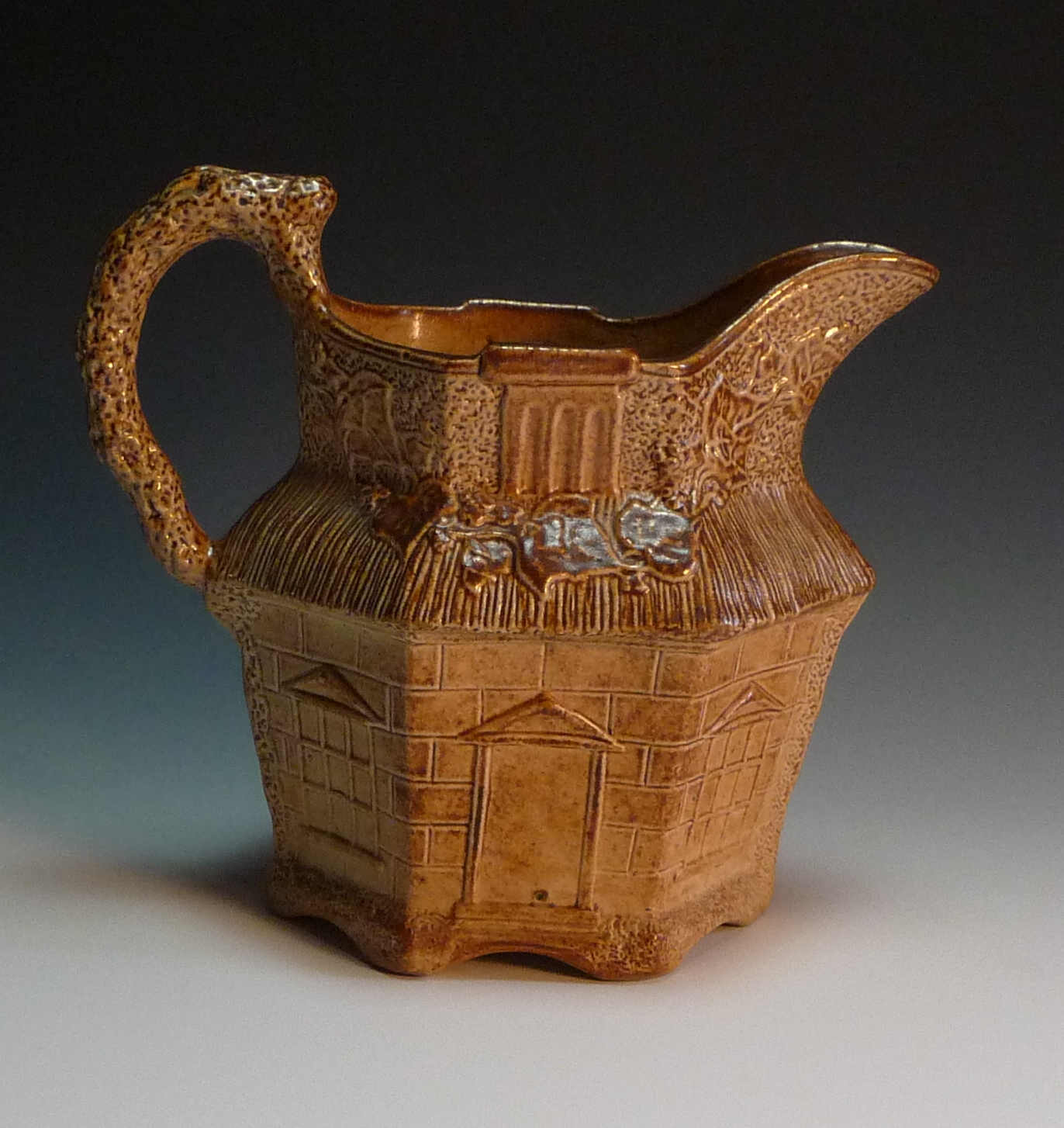
Carafe avec glaçure au sel, XIXe siècle.

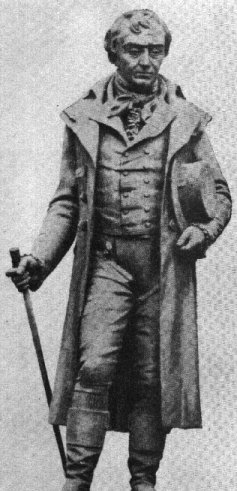
Nicolas Leblanc, chirurgien et chimiste français, 1742-1806.

Le cuir est présent dans de nombreux domaines : habillement, chaussures, maroquinerie, bourrellerie, gainerie, sellerie, ameublement, reliure, joints, courroies. Le harnachement des chevaux et des animaux de trait, alors très nombreux, emploie énormément de cuir. Le passage des peaux en saumure pendant quinze jours est l'une des premières étapes de leur traitement. Pour le tannage proprement dit, on utilise désormais l'alun (KAl(SO4)2, 12H2O) et les sels de chrome en mélange ou non avec le sel.
Mégis qui a donné mégisserie désignait un bain de sel, d'alun et de cendres utilisé pour traiter les peaux d'ovins et caprins.
On se sert aussi de bains de sel lors de la vulcanisation du caoutchouc. Les céramiques à glaçure à base de sel sont de plus en plus utilisées : tuyaux de drainage, carreaux muraux et de sol, équipements de bains et de cuisine, isolants électriques (c'est le début du télégraphe et de la production d'électricité), objets utilitaires et décoratifs en vogue à la Belle Époque.

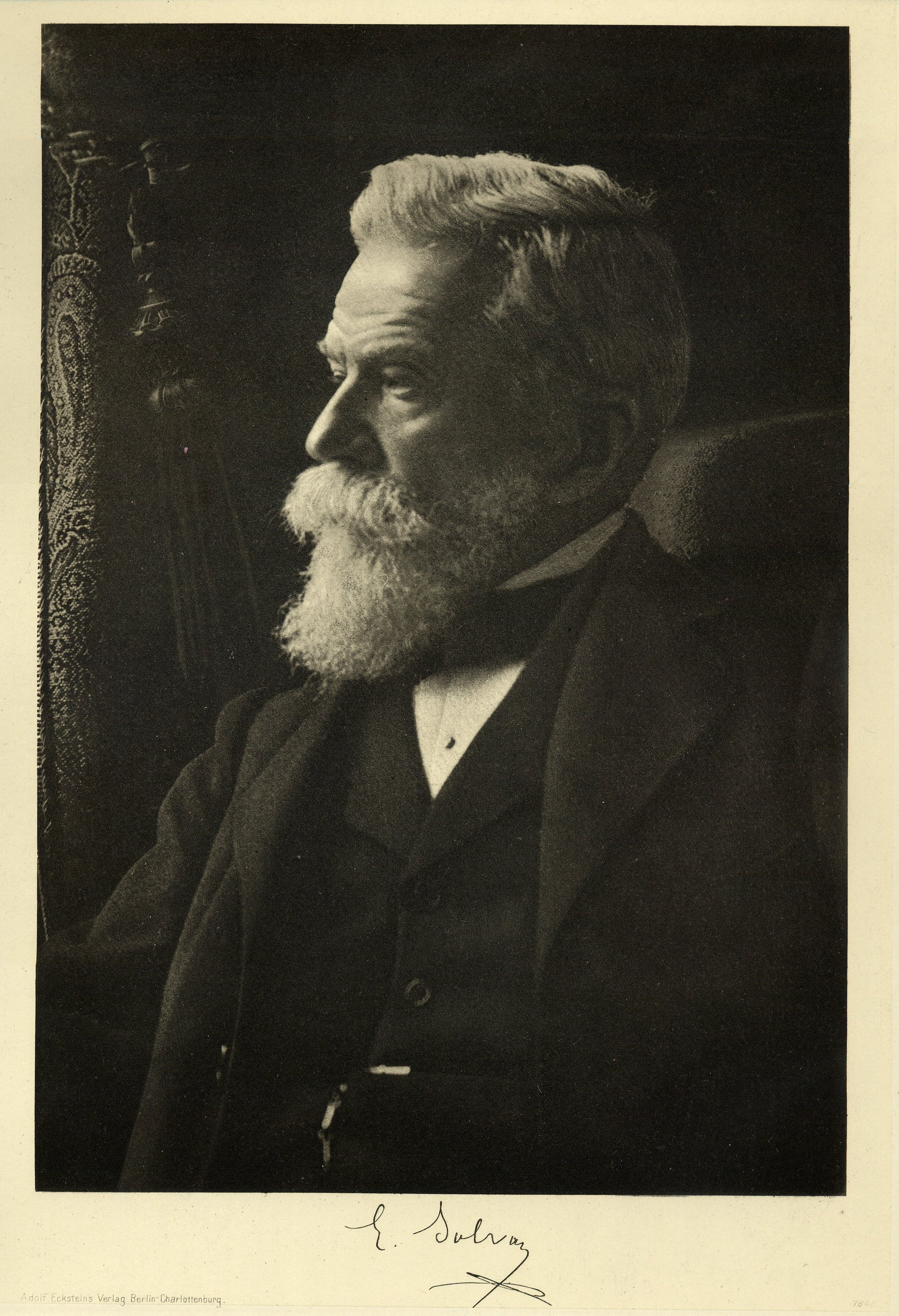
Le chimiste, homme d'affaires et philanthrope belge Ernest Solvay, vers 1900.

Inventé en 1789 par Nicolas Leblanc, le procédé Leblanc permet d'obtenir la soude (NaOH, soude caustique), le chlore, l'acide chlorhydrique (autrefois appelé esprit de sel), le carbonate de sodium (Na2CO3, souvent rencontré sous l'appellation cristaux de soude, à ne pas confondre surtout avec la soude caustique) et l'hydrogénocarbonate de sodium (NaHCO3, bicarbonate de soude, sel Vichy).
Il est industrialisé en Angleterre en 1807, c'est le début de l'industrie chimique. Dès 1850, les quantités produites sont significatives : 145 000 tonnes de soude par an en Grande-Bretagne et 45 000 tonnes par an en France. Puis, ces produits sont obtenus par le procédé Solvay qui en abaisse drastiquement le coût. Ernest Solvay implante une usine de carbonate de soude à Dombasle-sur-Meurthe en 1873, qui restera longtemps la plus importante du monde, puis à Salin-de-Giraud en 1895. On appelle soudières ces usines.

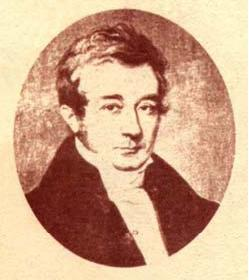
Antoine Labarraque, pharmacien savoisien (1777-1850).

L'utilisation de ces produits chimiques touche de très nombreux domaines de l'industrie. Ils permettent la fabrication en masse du papier, du carton, du savon, des lessives et nettoyants divers, de colorants, d'engrais agricoles, de l'émail et du verre. Ils sont aussi utilisés en métallurgie et pour la production de la cellulose dont les dérivés (nitrocellulose, celluloïd, cellophane, viscose) vont prendre de l'importance avant de céder la place aux polymères dérivés des hydrocarbures. La réaction de transformation de l'hydrogénocarbonate de sodium en carbonate de sodium, inverse de celle utilisée dans le procédé Solvay, dégage du gaz carbonique. À partir des années 1850, le bicarbonate de soude est donc abondamment utilisé tant au niveau du foyer que des industries alimentaire et pharmaceutique : c'est le constituant principal de la levure chimique, il permet la fabrication à bas coût des comprimés effervescents et des boissons gazeuses ou sodas (de l'anglais du XIXe : soda-water : eau au bicarbonate de soude). Auparavant, ces boissons étaient surtout utilisées comme médicaments car l'acidité entraînée par la dissolution du gaz carbonique les rendaient très hygiéniques. Dans les années 1850, leur consommation (eau de Seltz, limonade) explose en France, pays où l'on cherche à limiter la consommation de vin, puis dans les autres pays industriels.

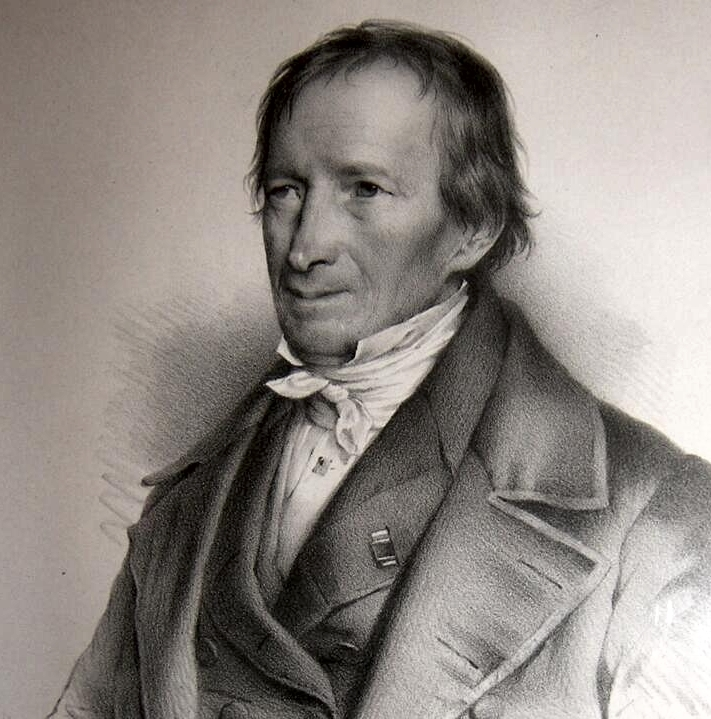
Le chimiste bavarois Johann Nepomuk von Fuchs (1774-1856).

En 1825, Johann Nepomuk von Fuchs (de) met au point la fabrication du silicate de sodium (Na2SiO3, appelé aussi verre liquide) à partir de sable et de carbonate de sodium. Ses utilisations très diverses concerneront principalement les industries du bâtiment.
L'eau de Javel, fabriquée à partir du sel, dont Antoine Germain Labarraque découvre les propriétés désinfectantes en 1825, est bientôt universellement utilisée.
Le savon bon marché, le bicarbonate de soude et l'eau de javel constituent une révolution pour l'hygiène générale et le traitement de l'eau.
Le sel a donc accompagné les changements considérables qui ont bouleversé la vie quotidienne des classes populaires (sauf sans doute des plus pauvres) au XIXe et au début du XXe siècle car, auparavant, ces produits et ces objets, pour la plupart, étaient réservés aux classes aisées.

## Évolution récente: de nouvelles tendances

### Déclin des marais salants
La production des marais salants est en déclin depuis le XVIIIe siècle. Ce déclin est dû à l'abandon du salage des poissons comme mode de conservation principal, un débouché local, et à la concurrence des sels d'autres provenances. Le sel de mer n'est plus produit que là ou la production peut être fortement mécanisée comme sur les côtes de la Méditerranée ou bien pour la production de sel alimentaire de luxe.
De nombreux marais salants ont été reconvertis en claires (bassins d'affinage) pour l'ostréiculture, en bassins d'élevage (poissons, crustacés). Récemment leur utilisation est envisagée pour la culture de la salicorne.

### Matière première industrielle
Le sel est devenu un minerai de base pour l'industrie chimique souvent sous forme de saumure facilement manipulable. Ces utilisations représentent aujourd'hui plus de 50 % de l'utilisation totale du sel,.
La soude, l'acide chlorhydrique, les carbonate et bicarbonate de sodium et le silicate de sodium sont utilisés en quantités colossales par les industries.
La plus grande partie de ce sel provient aujourd'hui de mines et plus particulièrement de dômes de sel où l'extraction est plus facile car moins profonde et où il est généralement plus pur.

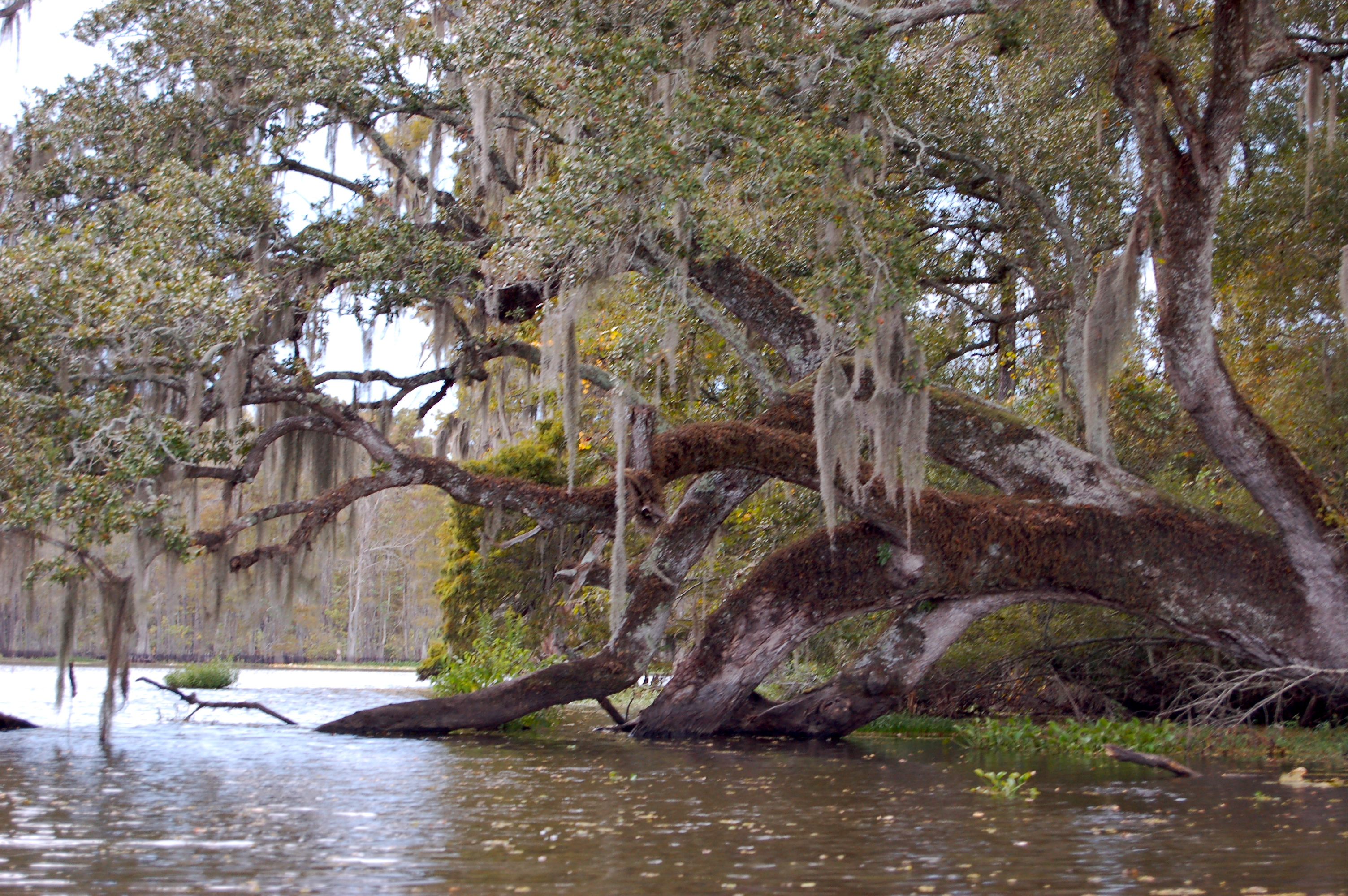
Doline de Bayou Corne, aujourd'hui, ce lac remplace l'ancien marais et cache un gouffre à l'emplacement du dôme de sel effondré de Napoleonville, Paroisse de l'Assomption, Louisiane, États-Unis.

L'extraction massive de matériau des dômes de sel entraîne parfois des effondrements de terrains spectaculaires comme au Bayou Corne en Louisiane en 2012.
Ces dômes sont aujourd'hui recherchés pour le stockage d'hydrocarbures et de déchets de toutes sortes y compris radioactifs, en effet, le sel est imperméable et ne se dissout pas dans les hydrocarbures.
Le sel (NaCl mais aussi KCl et MgCl2) en solution dans l'eau abaisse la température de formation de la glace. L'eau saturée en chlorure de sodium gèle à −21 °C. Il est donc très utilisé pour le salage des routes sous ses formes non purifiées bon marché.
Le sel de mines comme le sel provenant des salars doit néanmoins être purifié pour ne plus contenir que du chlorure de sodium en vue de nombreuses utilisations, on parle alors de sel raffiné.

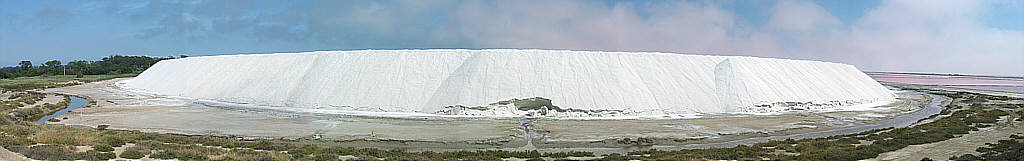
Camelle ou montagne de sel à Salin-de-Giraud, Camargue, France.

Les plus grandes usines de sel en Europe sont aujourd'hui situées à Delfzijl, sur l'embouchure de l'Ems aux Pays-Bas. Fondées en 1957, elles sont aujourd'hui exploitées par le groupe AkzoNobel. La saumure y est pompée dans un dôme de sel. Le sel de mer est aussi récolté dans de grandes exploitations industrielles, par exemple par le groupe Salins qui possède de grandes salines tout autour de la Méditerranée et en Afrique de l'Ouest. Ces exploitations, comme à Salin-de-Giraud près d'Arles utilisent tracteurs et matériel de carrière. Un million de tonnes y sont récoltées annuellement.

### Alimentation
Pour ce qui concerne la consommation alimentaire, de nouvelles tendances en partie contradictoires se dégagent.

#### Risque de consommation abusive
On peut distinguer des risques relatifs aux apports totaux de chlorures (l'alimentation peut par exemple apporter du chlorure de potassium ou de magnésium) et ceux concernant les apports totaux en sodium ; les excès de chlorure sont normalement éliminés dans l'urine. Ces risques sont pris en considération depuis les années 1950.
En effet, des méthodes ancestrales de conservation, il est resté l'habitude de manger très salé. Le sel étant devenu très bon marché, son usage est devenu récemment abusif, causant une élévation du taux de maladies cardio-vasculaires. Par exemple, la moyenne française est de 9 g par jour alors que les recommandations de l'OMS préconisent un maximum de 5 g. Ceci est principalement dû aux quantités de sel dans les produits ou ingrédients alimentaires transformés,, et surtout dans les salaisons (un jambon sec contient environ 5% de sel).
Dans les charcuteries et salaisons industrielles, le sel nitrité (sel + 0,6 % de nitrite de sodium, NaNO2) a remplacé le sel additionné de salpêtre. Son utilisation, généralisée en France, est contestée pour des raisons médicales (rôle dans la methémoglobinémie et le développement du cancer du colon). Dans d'autres pays comme la Suisse où l'on consomme traditionnellement beaucoup de viande de bœuf séchée et salée avec du sel nitrité, ces craintes sont également présentes. Aux États-unis une étude parue en 2018 dans Molecular Psychiatry, met en cause ce type de salaisons dans l'apparition de troubles de la santé mentale.
Les dérivés du sel que sont le carbonate de sodium (E500(i)), le bicarbonate de sodium (E500(ii), et le citrate de sodium (E331(iii), sont très employés comme additifs alimentaires. S'ils sont sans danger pour la santé aux doses usuelles, ils représentent cependant un apport de sodium dont la consommation est normée.
Le sel de mer est souvent préféré comme condiment et pour la consommation domestique. Il est très souvent proposé à la vente comme sel fin, c'est-à-dire, raffiné, moulu et enrichi d'adjuvants :
- anti-agglomérants pour éviter la prise en masse, par exemple le ferrocyanure de sodium (E 535) et l'oxyde de magnésium (E530) ;
- iode pour contrer le goitre et le crétinisme. (Voir l'article sel iodé, cette pratique est toutefois interdite pour le sel kascher) ;
- fluor contre les caries ;
- magnésium, par exemple sous forme de chlorure de magnésium (MgCl2). On l'appelle sel de nigari (にがり) au Japon.

Le sel fin est donc plus facile à utiliser mais, appauvri en éléments naturellement présents dans le sel brut, il doit être réenrichi au moins en magnésium et iode, qui sont indispensables à la physiologie humaine et souvent présents en quantités trop faibles dans le reste de la ration.
L'utilisation de certains de ces adjuvants est aujourd'hui controversée, par exemple celle de l'aluminosilicate de sodium utilisé comme anti-agglomérant (voir Aluminium, notre poison quotidien de Valérie Rouvière, 2011). Même le fluor est devenu suspect car, s'ajoutant au fluor des dentifrices, il peut être ingéré en quantité trop importante et devenir toxique pour l'organisme. La diminution des quantités de sel peut aussi avoir pour conséquence l'utilisation ou l'augmentation de la dose d'autres conservateurs qui ne sont pas nécessairement meilleurs, par exemple l'E154 (brun FK) pour les poissons ou les nitrites en charcuterie. L'E154 est interdit en France.

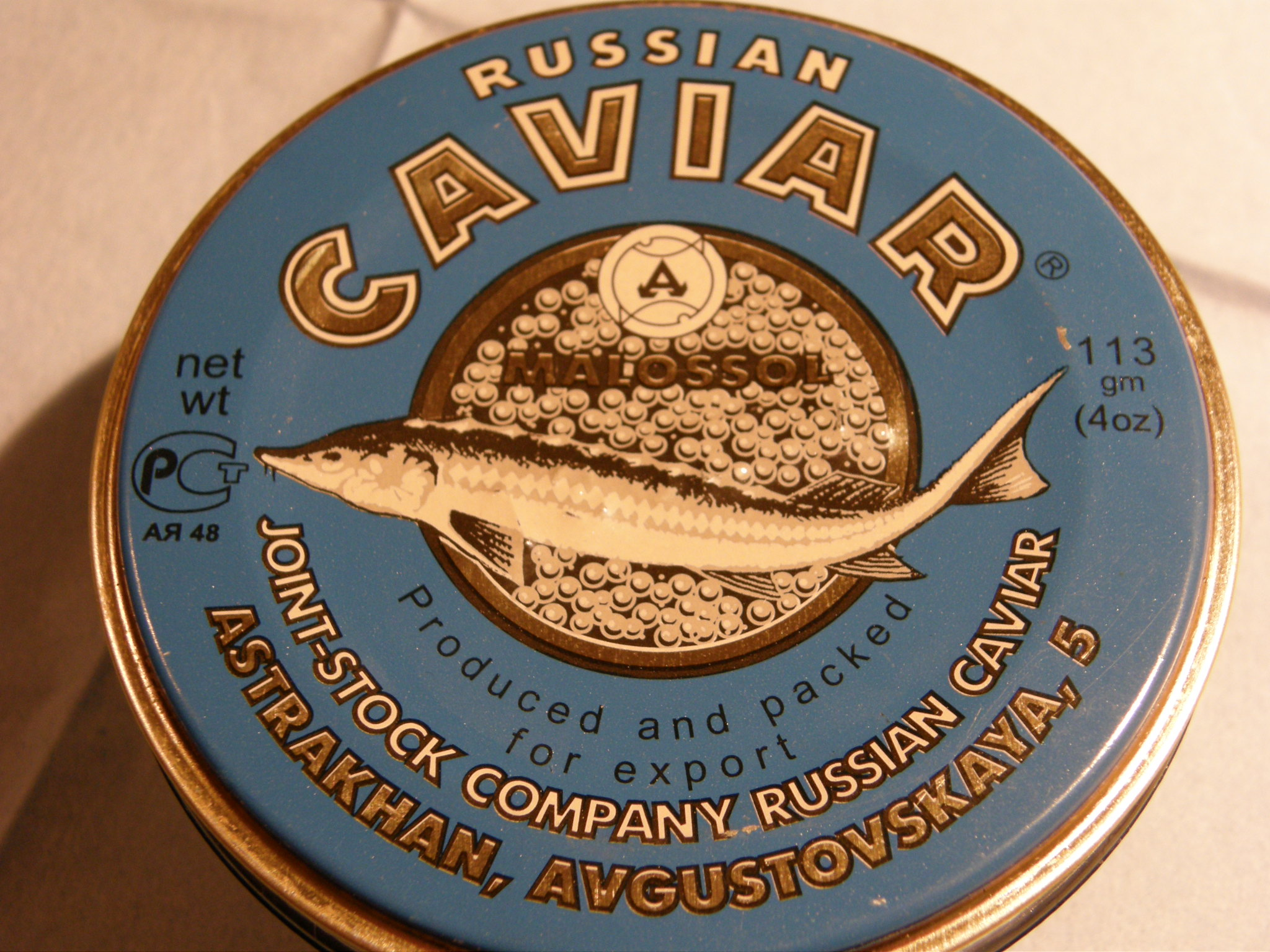
Caviar malossol russe.

Le sel est aussi utilisé dans les lave-vaisselle et plus généralement dans les adoucisseurs d'eau à résine. Ce type de traitement tend à augmenter la teneur de l'eau en chlorure de sodium. L'utilisation de ce type d'adoucisseurs est devenue controversée pour l'eau de boisson.
La principale réaction en regard aux habitudes est d'essayer de manger moins salé comme le recommande de nombreux nutritionnistes. Le programme Manger sain dans les écoles de Michelle Obama pour la lutte contre l'obésité infantile incluait l'incitation à manger moins salé. Il existe aussi des spécialités de sel ou de substituts au sel permettant de manger moins salé :
- aux États-Unis, on utilise parfois une sorte de sel «allégé», obtenu par le procédé Alberger (Alberger process (en)), développé par la société Cargill. Ce sel expansé donnerait la même sensation de salé pour un volume équivalent mais une masse moindre que le sel normal ;
- utiliser un peu de glutamate monosodique dans un plat permet de diminuer de 30 % l'apport de sel. Toutefois la consommation du glutamate fait l'objet d'une controverse même si son innocuité est généralement reconnue[71] ;
- en France, un producteur de sel industriel[72] propose un sel (l'appellation est en fait « sels minéraux de mer ») ne contenant que 49 % de chlorure de sodium, le reste étant remplacé par des chlorures de potassium, de magnésium et de calcium. Le goût quoique légèrement différent en est agréable. Il faut cependant être vigilant quant aux apports totaux de chlorures : l'éviter si l'on suit un régime bas potassium et cesser toute autre cure de magnésium. C'est en somme un retour au sel brut sur le fond tout en gardant la commodité des sels fins pour la forme ;
- les malossols russes sont des condiments traditionnels à base de saumure, rallongés d'épices, permettant de diminuer la dose de sel. Ils sont utilisés notamment pour les cornichons à la russe et le caviar.
- le gomashio d'origine japonaise est un mélange de graines de sésame grillées avec un peu de sel et de sucre utilisé comme assaisonnement en alimentation bio ou macrobiotique pour des régimes pauvres en sel. Son équivalent vietnamien s'appelle le muôi vung[73] ;
- d'une façon plus générale, remplacer le sel par un condiment épicé peu salé pourrait permettre de diminuer l'apport global de sel. Outre les malossols et gomashios, on trouve depuis longtemps[74], la vinaigrette, la moutarde ainsi que les sauces au verjus ou au jus de citron. Ceci peut s'envisager pour de nombreux plats ou produits (exemple pour la margarine : l'étude de Lopez et al[75]).

#### Condiment gastronomique
A contrario, une utilisation festive voire nostalgique du sel se développe.
Les gros sels sont de nouveau prisés aujourd'hui, par exemple dans les beurres salés, ou dans certaines recettes comme le pot-au-feu servi avec du gros sel.

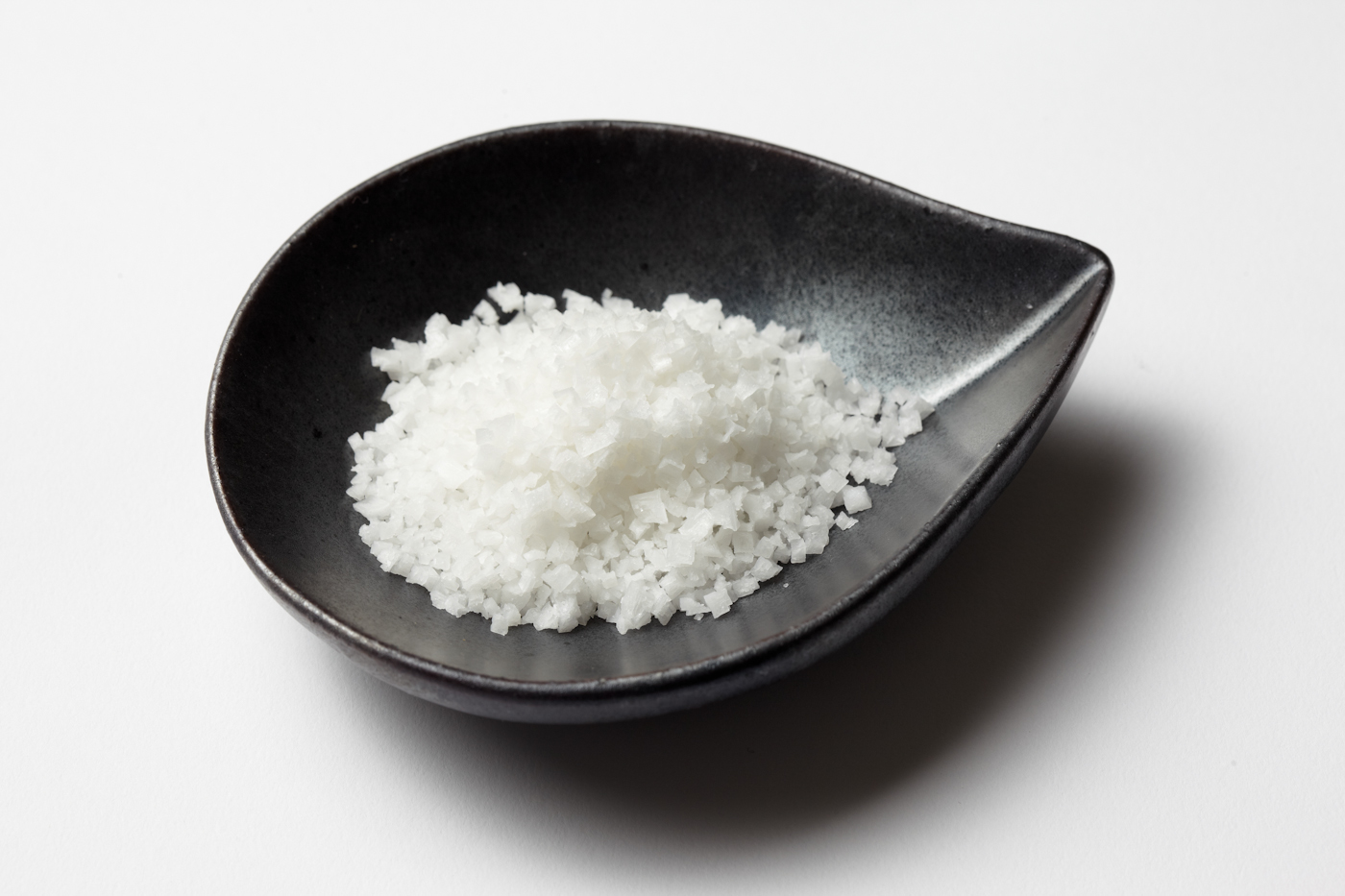
Bol de sel de mer coréen

Outre les sels "Alberger" et kascher, on trouve le gros sel de marais salant, éventuellement coloré naturellement, et le sel de mer coréen.
Les gros sels bruts de l’Himalaya et des régions voisines, comme le sel de Khewra par exemple, du fait de leur couleur rosée, présentent un aspect décoratif indéniable sur la table. Ils sont également prisés pour les nombreux oligo-éléments qu'ils contiennent.
Le caviar est aujourd'hui considéré comme l'un des sommets de la gastronomie. Traditionnellement issus de la pêche d'esturgeons sauvages d'Iran ou de Russie, les caviars de qualité proviennent aujourd'hui souvent des élevages d'Aquitaine. Le salage du caviar est considéré comme une opération particulièrement délicate dont dépend, en grande partie, la saveur du produit final.
Les trois chinmi (on peut traduire par «perles gastronomiques») les plus connus de la cuisine japonaise sont des mets élaborés en saumure : ce sont l'uni (rogue d'oursin), le konawata (intérieurs de concombres de mer) et le karasumi (équivalent à la poutargue mais d'origine coréenne au Japon). Ce sont des produits très chers et difficiles pour un palais non japonais.
Dans certains restaurants chics, on peut rencontrer des selmeliers (Selmelier (es)). Ce sont des professionnels du goût salé équivalents aux sommeliers dans le domaine des vins. Les personnes soucieuses d'une alimentation naturelle reviennent à un sel de mer brut comme la fleur de sel.

### Destination touristique
Cette tendance est renforcée par le succès du tourisme sur les marais salants (Île de Ré, Île de Noirmoutier en France par exemple), dans les mines (mine de Wieliczka en Pologne) et sur les salars qui sont aujourd'hui nombreux à être classés en réserves naturelles.
La Laguna Verde au Chili est un des musts du tourisme d'altitude (4 200 m) avec ses thermes d'eaux hypersalines provenant de sources chaudes.
On va sur ces salars pour y observer les paysages colorés, les oiseaux et même les mirages. Quelquefois, on y goûte le sel. On y tourne des films, en particulier de science-fiction : (Independance Day sur le lac Bonneville (Bonneville Salt Flats en anglais), Star Wars sur le Chott el-Jérid).
On fabrique aussi des objets décoratifs en sel, en particulier des lampes.

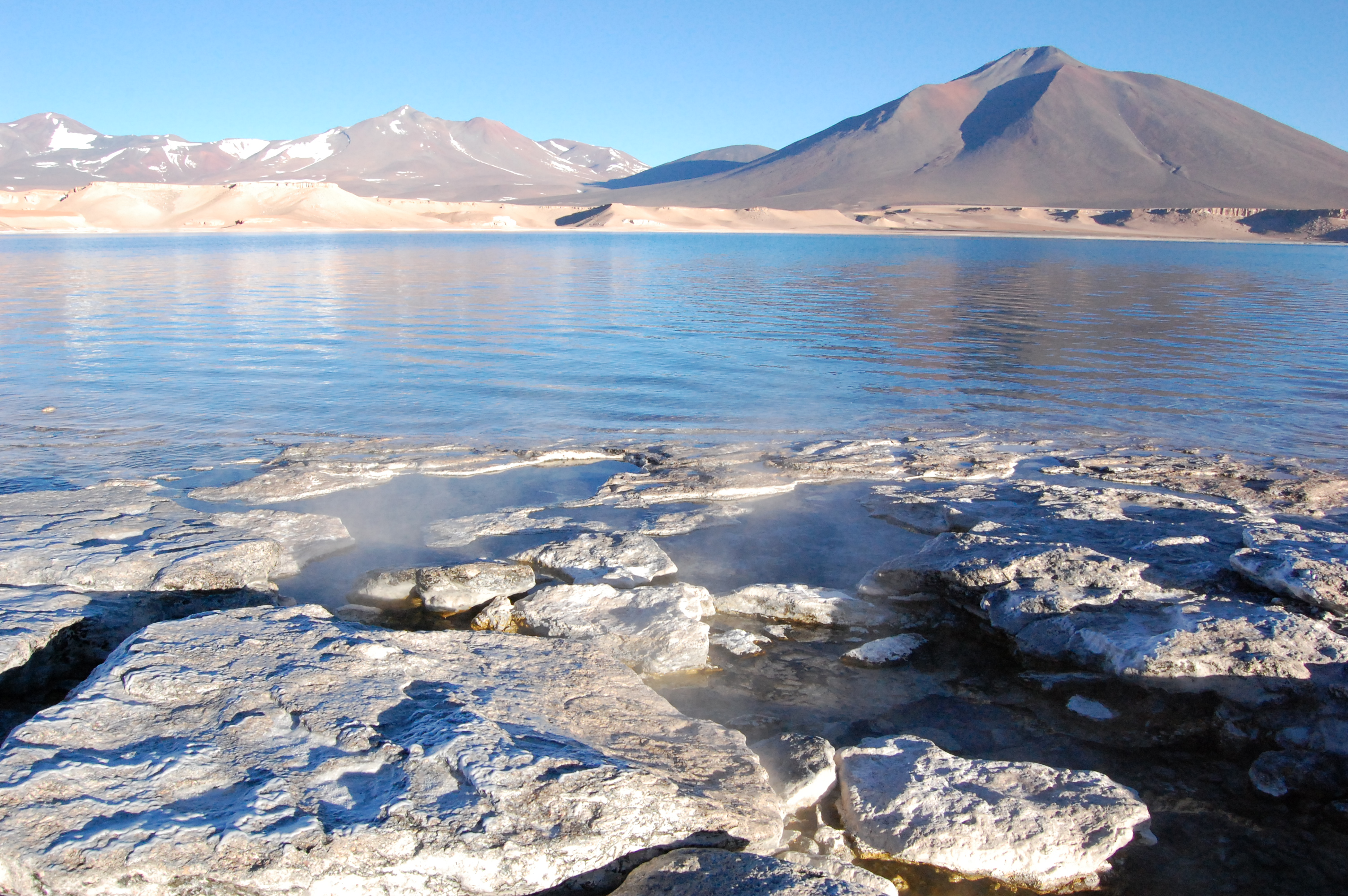
La Laguna Verde au niveau des sources chaudes, région d'Atacama, Chili.
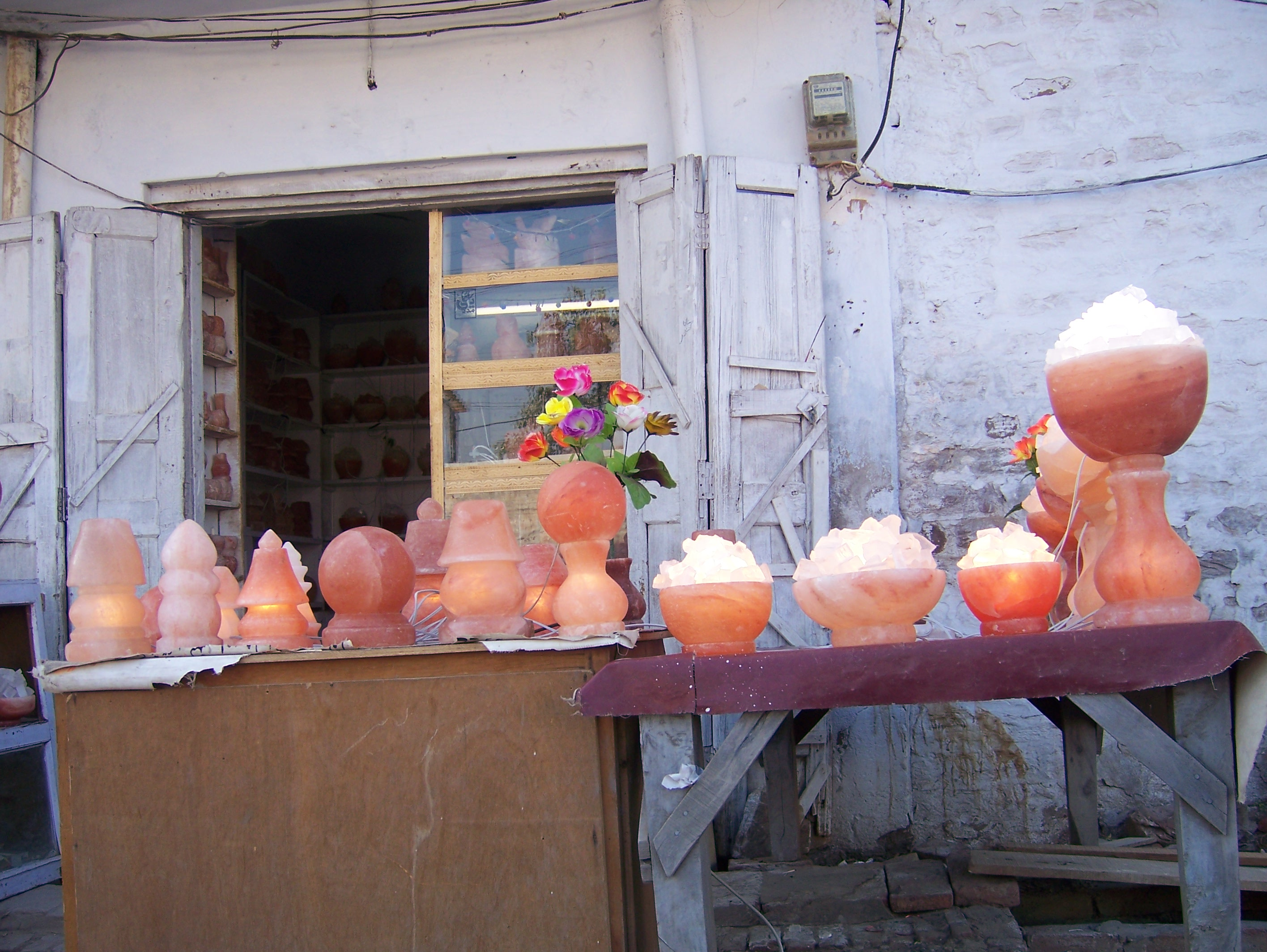
Lampes de sel à Khewra, une des plus grandes mines de sel du monde, Salt Range, Pendjab, Pakistan.
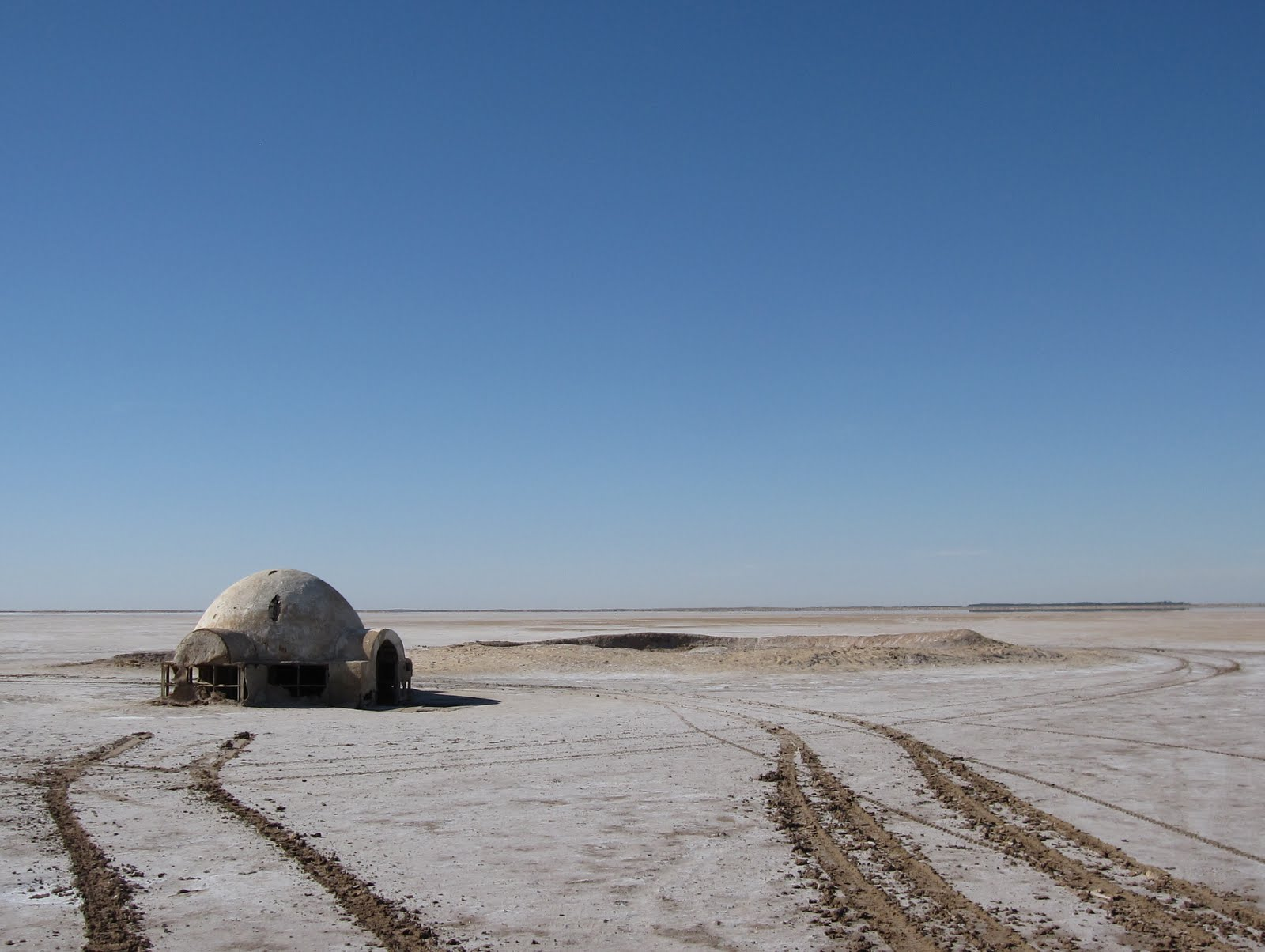
Scène de Star Wars tournée sur le Chott El-Jerid, Tunisie.
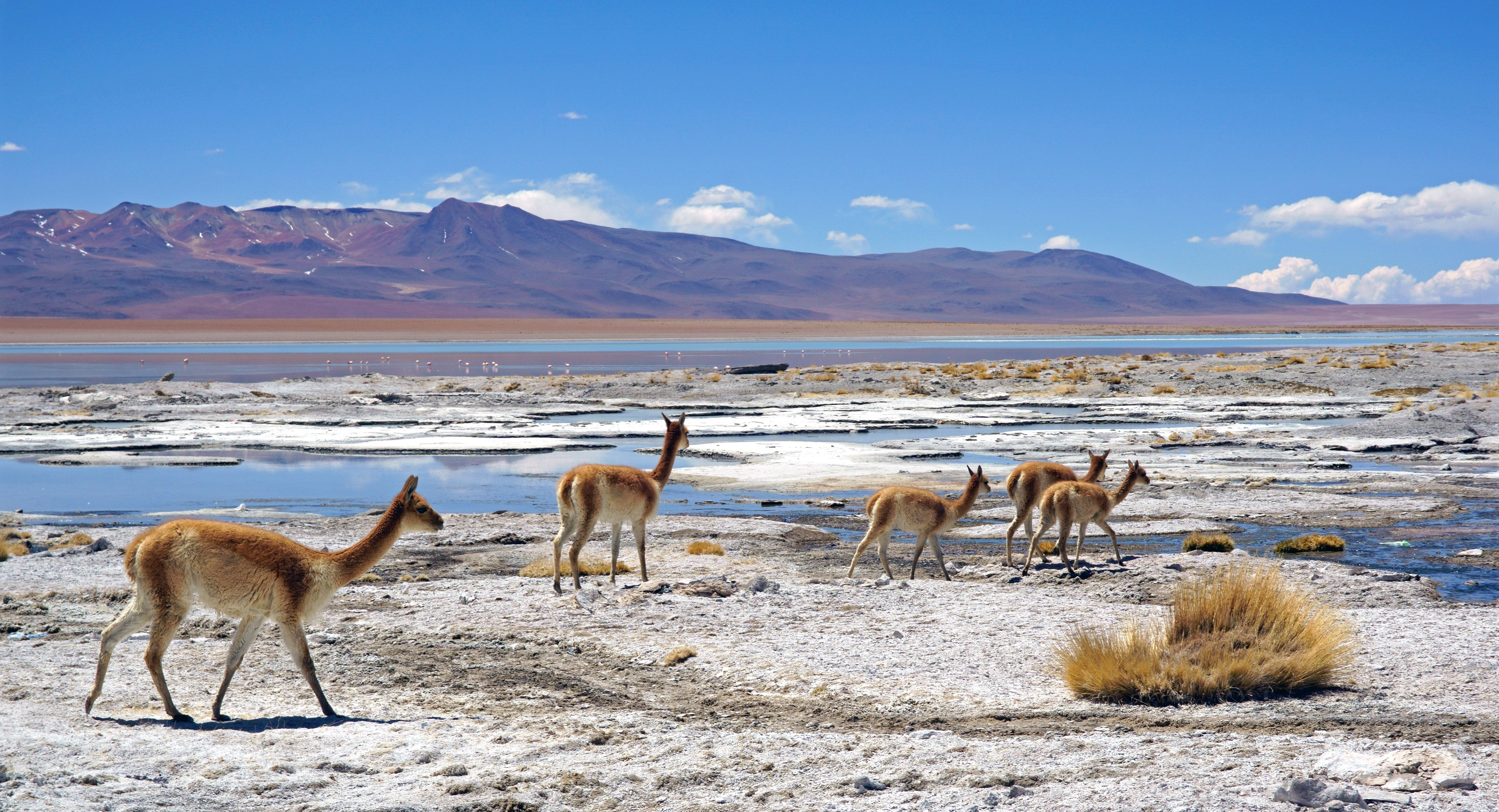
Vigognes et flamants roses sur le salar de Chalviri, Bolivie, 2018.
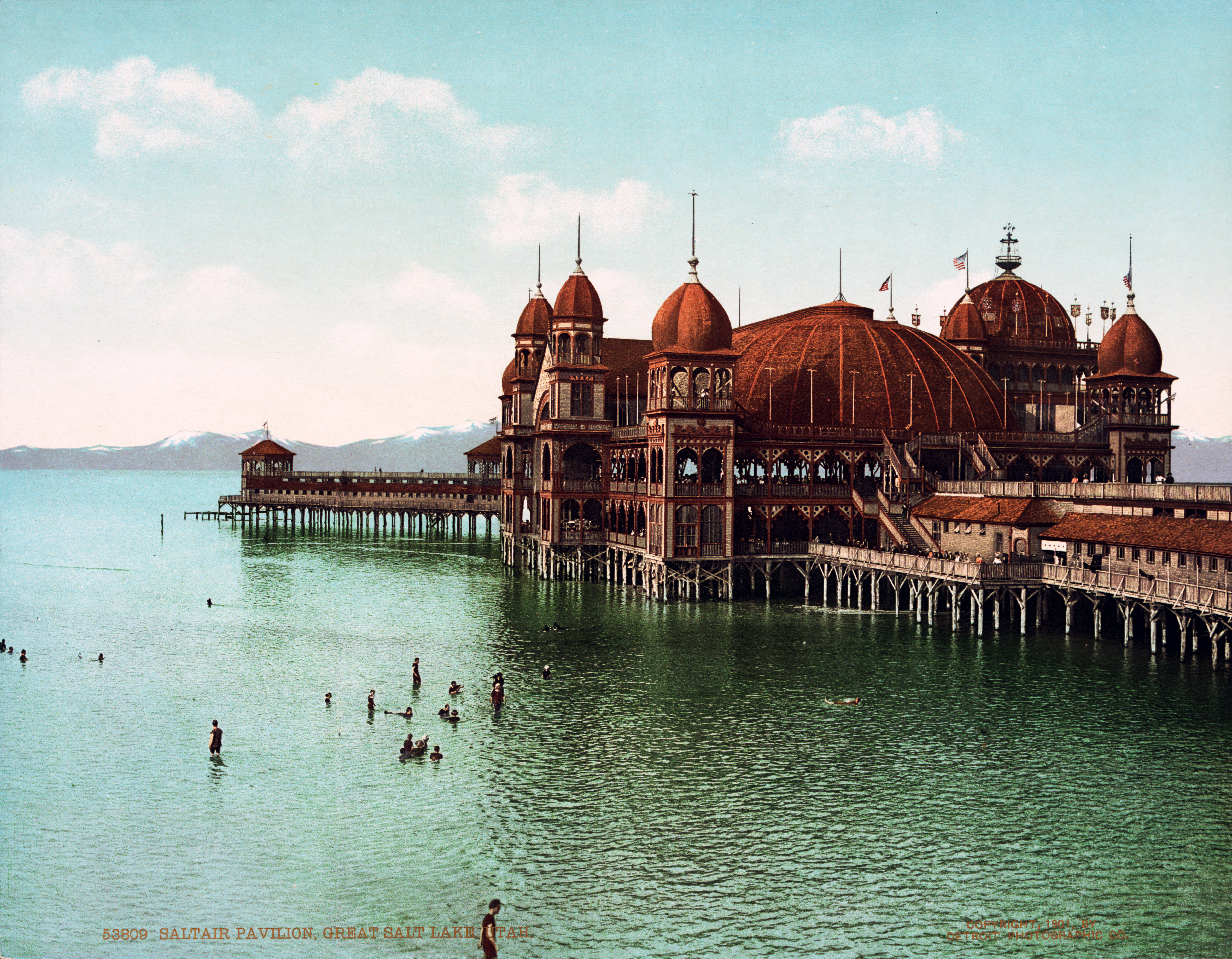
Le Pavillon Saltair sur le Grand Lac salé, États-Unis, 1901.

Les préoccupations actuelles concernant le sel sont donc bien éloignées de celles qui prévalaient autrefois.

## Sources et références
- (catalan) Cet article est partiellement ou en totalité issu de l’article de Wikipédia en catalan intitulé « Història de la sal » (voir la liste des auteurs).

1. 1 2  Marie-Pierre Arvy, Épices, aromates et condiments, Paris, Belin, 2003, p 340-341
2. 1 2  Catherine Virlouvet (dir.) et Stéphane Bourdin, Rome, naissance d'un empire : De Romulus à Pompée 753-70 av. J.-C, Paris, Éditions Belin, coll. « Mondes anciens », 2020, 796 p. (ISBN 978-2-7011-6495-3), chap. 11 (« De la cité-état à l'"Empire-monde" »), p. 582-586.
3. 1 2  Daniel Boucard, « Autrefois le sel », Nos Ancêtres, Vie & Métiers,‎ juillet-août 2006, p. 15-18
4. 1 2  Savignac, Jean-Paul, 1939-..., Dictionnaire français-gaulois, Paris, La Différence, 2004, 335 p. (ISBN 2-7291-1529-3 et 9782729115296, OCLC 469368681, lire en ligne)
5. 1 2  « sel », sur ortolang (consulté le 8 avril 2019)
6. ↑  Jean-Claude Hocquet, Le sel, de l'esclavage à la mondialisation, CNRS éditions, 2019, 328 p.
7. 1 2 3 4 5 6  Hans Breuer, Atlas de la Chimie, Librairie Générale Française, 2000, 477 p., p. 87
8. 1 2 3 4 5 6  Micheline Huvet-Martinet, « Paysages et territoires du sel », Les cafés Géo,‎ février 2017 (lire en ligne)
9. 1 2  Nicola Cipriani, Minéraux et roches, Gründ, 1996, p152.
10. ↑  (en) « Feature: Goderich’s salt mine positioned for the future », sur Bullet News Huron, 2013 (consulté le 1er juillet 2021)
11. ↑  Claude Lorenz, Géologie des pays européens, Dunod, 1980, p. 24.
12. 1 2  Bernard Feuga, « Les effondrements dus à l'exploitation du sel », géosciences, brgm,‎ avril 2009, p. 86-95
13. ↑  Yinke Deng, Ancient Chinese inventions, 2011 (ISBN 0-521-18692-7 et 978-0-521-18692-6, OCLC 671710733, lire en ligne), p. 41
14. 1 2  « Le sel, or blanc des Celtes et des Gaulois à Nancy », sur LesÉchos.fr, 18 août 2017
15. ↑  Mélanie Roffet-Salque, « Les débuts européens de la production laitière », Pour la Science,‎ avril 2014, p. 48-54
16. ↑  Ufuk Esin, « La culture acéramique néolithique d'Asikli », Dossiers d'Archéologie, Éditions Faton,‎ mars 2003, p. 53
17. ↑  (en) Burçin Erdogu et Mihriban Özbasaran, « Salt in prehistoric Central Anatolia », dans Olivier Weller, Alexa Dufraisse et Pierre Petrequin (dir.), Sel, eau, forêt. D’hier à aujourd’hui, Besançon, Presses universitaires de Franche-Comté, coll. « Les Cahiers de la MSHE Ledoux », 2008 (ISBN 978-2-84867-813-9, DOI 10.4000/books.pufc.25592 , lire en ligne), p. 163–173
18. ↑  « Classement des aliments du groupe Agneau, veau, gibier par teneur en sel (équivalence sodium) », sur mon alimentation, 2021 (consulté le 2 juin 2021)
19. ↑  Mehmet Ozdogan, « Hoca Çesme », Dossiers d'Archéologie, Éditions Faton,‎ mars 2003, p. 26-29
20. ↑  (en) « The oldest salt mine known to date located in Azerbaïdjan », sur Cnrs communication, 26 novembre 2010 (consulté le 24 mai 2017).
21. ↑  Nikolov :Salt, early complex society, urbanization: Provadia-Solnisata 5500-4200 BC (Abstract) Bulgarian Academy of Science, 1er novembre 2012
22. ↑  (en) Esther Addley, « Dig reveals 6,000-year-old salt hub in north-east England », The Guardian,‎ 31 mars 2021 (lire en ligne, consulté le 13 novembre 2023).
23. ↑  (en) Liu L., State formation in early China, Londres, Duckworth, 2003
24. ↑  (en) Hui Y.H., Hanbook of Vegetable Preservation and Processing, New-York, Marcel Dekker, 2004, 739 p. (ISBN 0-8247-4301-6), p 190-191
25. 1 2 3 4  Louis Malassis, L'épopée inachevée des paysans du Monde, Montpellier, Fayard, 2004
26. ↑  Pierre Tallet, « Que trouvait-on dans les cuisines des Égyptiens à l'époque pharaonique ? », Dossier Pour la Science,‎ juillet-septembre 2013
27. 1 2  Anne Lehörff, De Néanderthal à Vercingétorix, Paris, Belin, 2016, 604 p. (ISBN 978-2-7011-5983-6), p. 382
28. 1 2  Jean-Claude Hocquet, Hommes et paysages du sel. Une aventure millénaire, Actes Sud, 2001
29. 1 2  Laurent Olivier, « Lorraine : l'or blanc des Celtes », Archéologia,‎ juillet-août 2004, p. 34-44
30. ↑  Françoise Maillet, « Les industries de salaisons de poisson dans la basse vallée du Sado », Les Dossiers de l'Archéologie, Éditions Faton,‎ novembre 1994
31. ↑  Jean-Claude Hocquet, Venise et le monopole du sel : production, commerce et finance d'une république marchande, Istituto veneto di scienze, lettere ed arti, 2012 (ISBN 978-88-95996-36-3, 88-95996-36-4 et 978-2-251-44455-0, OCLC 828857774, lire en ligne).
32. 1 2  Nicolas Rouzeau, « Archéologie du sel sur le littoral », Dossiers Histoire et archéologie, Éditions Faton,‎ juin 1986, p. 24-27
33. ↑  « Les modes de production- Frise chronologique histoire du sel », sur inrap (consulté le 5 mai 2017)
34. ↑  Lionel Pirault, « Patrimoine archéologique des marais salants : le Pays de Guérande », Archéologia, éditions Faton,‎ avril 2001, p. 32 à44
35. 1 2  George Duby, Histoire de la France rurale, tome1, Seuil, 1975, 625 p., p 183,p 441 et 444
36. ↑  Florent Quellier (dir.), Histoire de l'alimentation : de la Préhistoire au XXIe siècle, Paris, Belin, 2021, p. 412
37. ↑  (en) Thorpe Benjamin, The Elder Edda of Saemund Sigfusson, Norroena Society, 1907.
38. ↑  Malowist Marian. Les produits des pays de la Baltique dans le commerce international au XVIe siècle. In: Revue du Nord, tome 42, no 166, Avril-juin 1960. pp. 175-206. Lire en ligne
39. ↑  (de) « Lüneburg - Das Salzhaus der Hanse », sur stadtfuehrung-lueneburgs Webseite! (consulté le 2 juin 2021)
40. ↑  Maria Cavaillès, archéologue municipale, « Parthenay, place forte du Poitou », Archéologia, éditions Faton,‎ juillet-août 1998, p. 45
41. ↑  G. Duby, Histoire de la France rurale, Seuil, 1975, Tome 2, p 57, 67, 97, 255, 339, 345, 351, 360, 362
42. ↑  « Ordonnance de Louis XIV (roi de France) sur le fait des gabelles, datée du mois de mai 1680, à Saint-Germain-en-Laye », sur Persée (consulté le 12 mars 2018)
43. ↑  François Lormant, « La question fiscale du sel au temps de Louis XIV et de Vauban : la gabelle et le faux-saunage en Lorraine », sur HAL, 2007 (consulté le 9 novembre 2021)
44. ↑  (en) « The devil Stole His Mind, The Tsar and the 1648 Moscow uprising », sur The American Historical Review, 3 juin 1993 (consulté le 15 mai 2017)
45. ↑  « SEL (SHIO) », sur Cuisine japonaise (consulté le 28 mai 2021)
46. ↑  Pierre Singaravélou, « La bataille du sel. Économie, société civile et puissances étrangères à Tianjin en 1900 », Outre-Mers. Revue d'histoire,‎ 2014 (lire en ligne)
47. ↑  Claude-Isabelle Brelot, « L'industrie du sel en Franche-Comté », Dossiers Histoire et Archéologie, Éditions Faton,‎ juillet-août 1986, p. 72-77.
48. ↑  « Beurre salé ou demi-sel », sur produits laitiers (consulté le 11 mai 2017)
49. ↑  Kipper est aussi le sobriquet des partisans du parti UKIP.
50. 1 2  Michelle Parfonry, La cuisine campagne, comment faire ses charcuteries, GRAPHO S.A., 2001, 512 p., p. 191-196.
51. 1 2  (en) IARC Working Group on the Evaluation of Carcinogenic Risk to Humans, Ingested Nitrate and Nitrite, and Cyanobacterial Peptide Toxins, Ingested Nitrate and Nitrite, and Cyanobacterial Peptide Toxins, IARC monographs, 2010 (lire en ligne)
52. ↑  G. Duby, Histoire de la France rurale, Seuil, 1976, tome 3
53. ↑  « Fernand Raynaud Le Paysan- Ça eut payé »
54. ↑  (en) « Salt glaze ware » (consulté le 10 mai 2017).
55. ↑  Auparavant obtenus par exemple en brûlant des algues brunes
56. ↑  (en) Aftalion Fred, A History of the International Chemichal Industry, Philadelphie, University of Pennsylvania Press, 1991 (ISBN 0-8122-1297-5), p. 11-13
57. ↑  Louis Papy, « Les marais salants de l'Ouest », Revue géographique des Pyrénées et du Sud-Ouest. Sud-Ouest Européen,‎ 1931 (lire en ligne).
58. ↑  Fermey-Paris,, « La culture de salicornes: Point général et évaluation du potentiel des claires ostréicoles de la CABANOR », sur smel, juillet 2017 (consulté le 3 juillet 2021).
59. ↑  « Nos marchés et nos applications », sur novacarb (novacap group) (consulté le 28 octobre 2017).
60. ↑  « Novacarb investit et augmente sa production », sur republicain-lorrain.fr, 9 mai 2012 (consulté le 29 octobre 2017)
61. ↑  « Chlorures », sur Anses, 2005 (consulté le 4 juillet 2021)
62. 1 2  « Les Français mangent mal et se sédentarisent », sur LeMonde.fr, 12 juillet 2017 (consulté le 12 juillet 2017)
63. 1 2  « Sel, l'overdose », le Nouvel Observateur,‎ 28 février 2008, p. 81-83
64. ↑  « Le sel dans les produits carnés de salaison », sur viandesetproduitscarnes.fr (consulté le 4 juillet 2021).
65. ↑  « Les nitrates pourrait avoir une influence sur la santé mentale », sur LeMonde.fr, 20 juillet 2018.
66. ↑  (en) M. Soleimani, « Physiologic and molecular aspects of the Na+/H+ exchangers in health and disease processes », Review J Investig Med,‎ 1995 (lire en ligne)
67. ↑  « Sodium et chlorure de sodium », sur Passeport Santé (consulté le 4 juillet 2021).
68. ↑  « E154 », sur additifs-alimentaires.net (consulté le 26 juin 2017)
69. ↑  (en) mayo clinic, « water softeners and sodium », Patient care and health info,‎ janvier 2000
70. ↑  « Le programme manger sain dans les écoles de Michelle Obama est annulé », Libération, 2 mai 2017 (consulté le 21 mai 2017)
71. ↑  (en) Katherine Zeratsky, « What is MSG? Is it bad for you? », sur Mayo Clinic (consulté le 28 mai 2021).
72. ↑  « Essentiel », sur labaleine-essentiel.com (consulté le 31 juillet 2017)
73. ↑  « Du riz, du sésame et du sel, le secret pour traverser les siècles ? », sur Le Courrier du Vietnam, 15 mai 2017.
74. ↑  « Il n'est moutarde que de Dijon », sur Musées de Bourgogne (consulté le 20 octobre 2017)
75. ↑  (en) Cristiane de Oliveira Lopez, « Effect of the addition of spices on reducing the sodium content and increasing the antioxidant activity of margarine. », LWT - Food Science and Technology,‎ 2014, p. 58, 63-70.
76. ↑  Vulf Sternin, Le caviar : de la pêche au grain, Quae, 1998 (lire en ligne), p. 51